# Biserica evanghelică din Slătinița

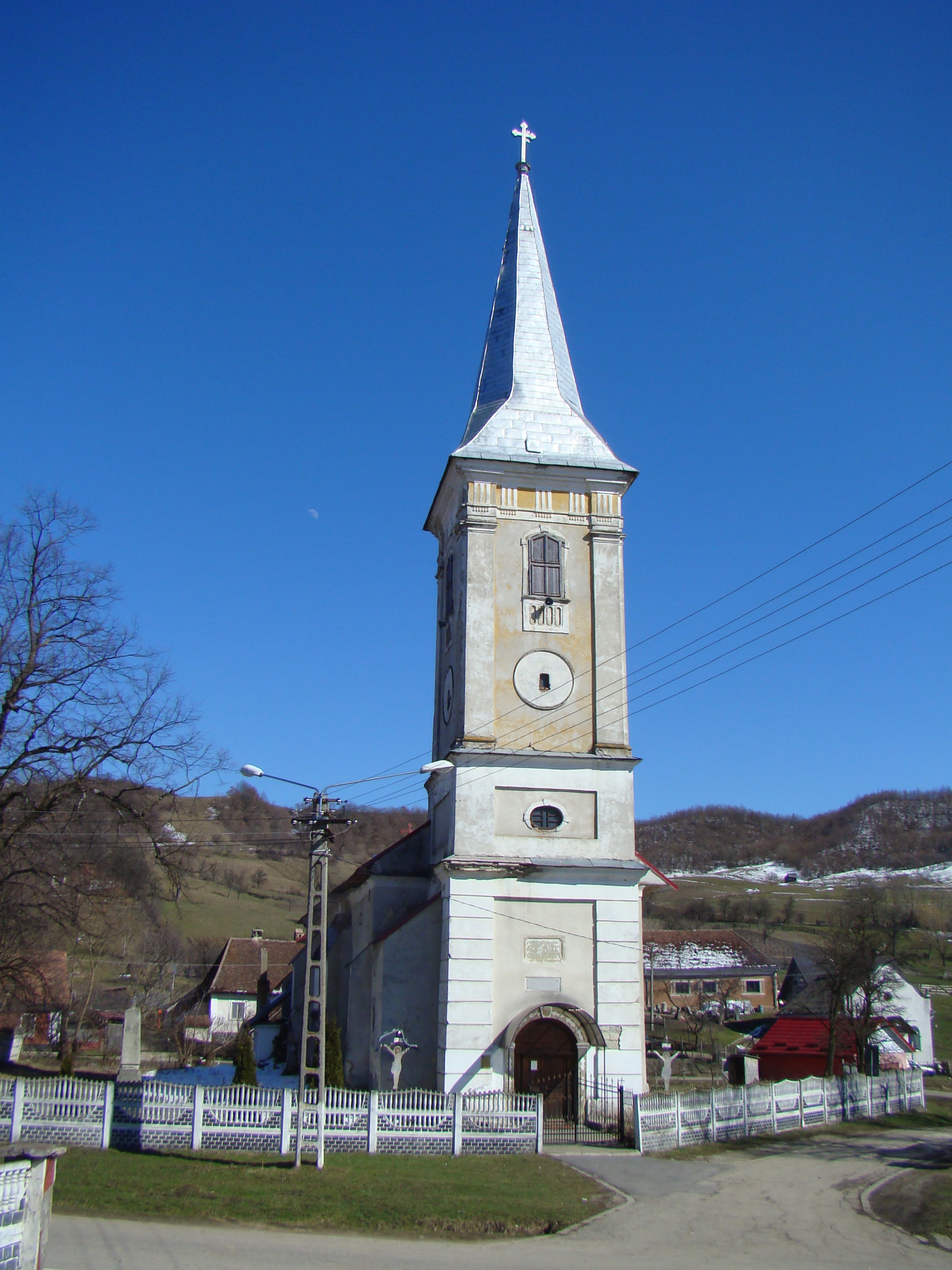
Biserica evanghelică din Slătinița, localitate componentă a municipiului Bistrița din județul Bistrița-Năsăud, foto: martie 2018.

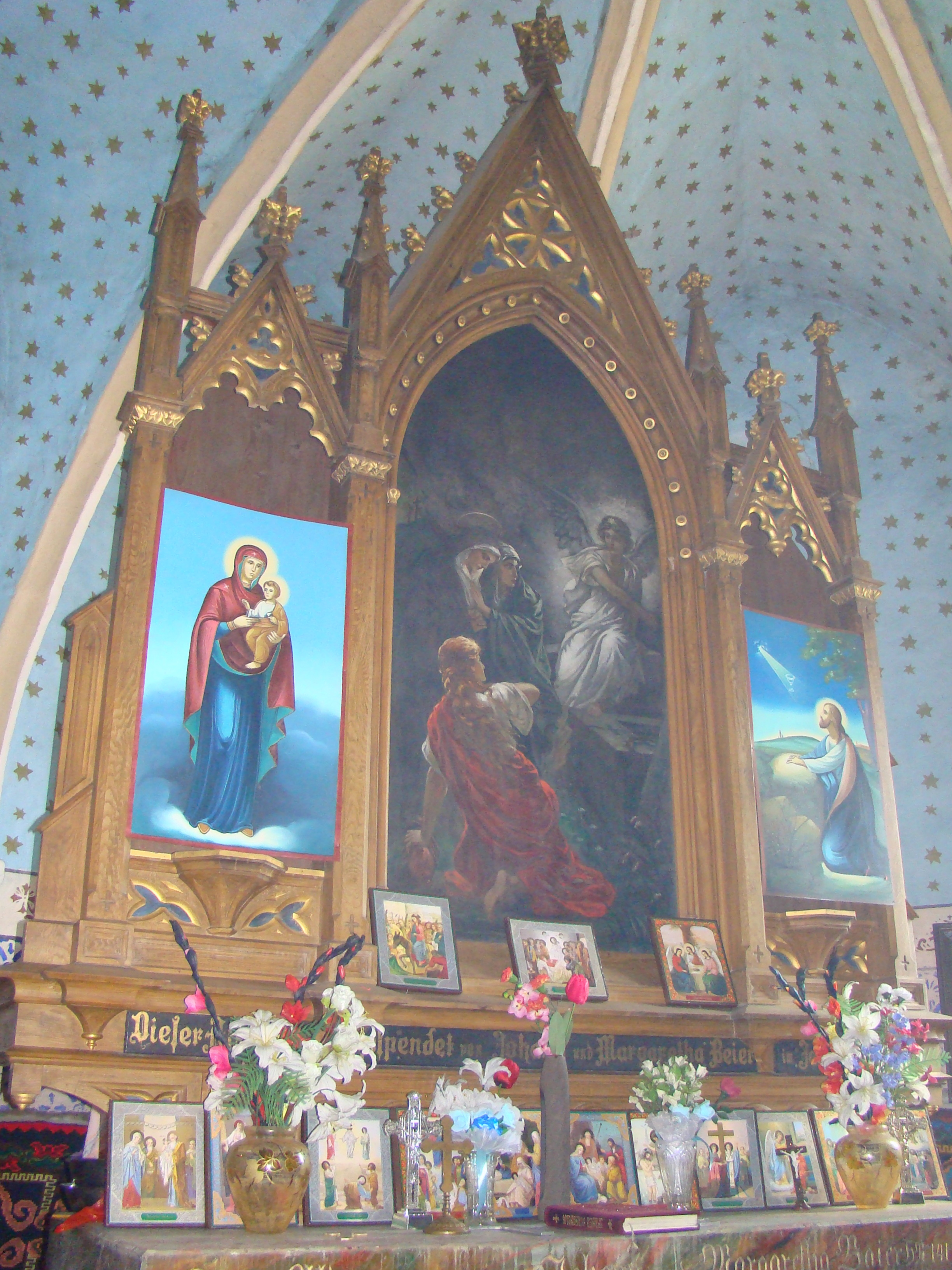
Altarul bisericii evanghelice din Slătinița

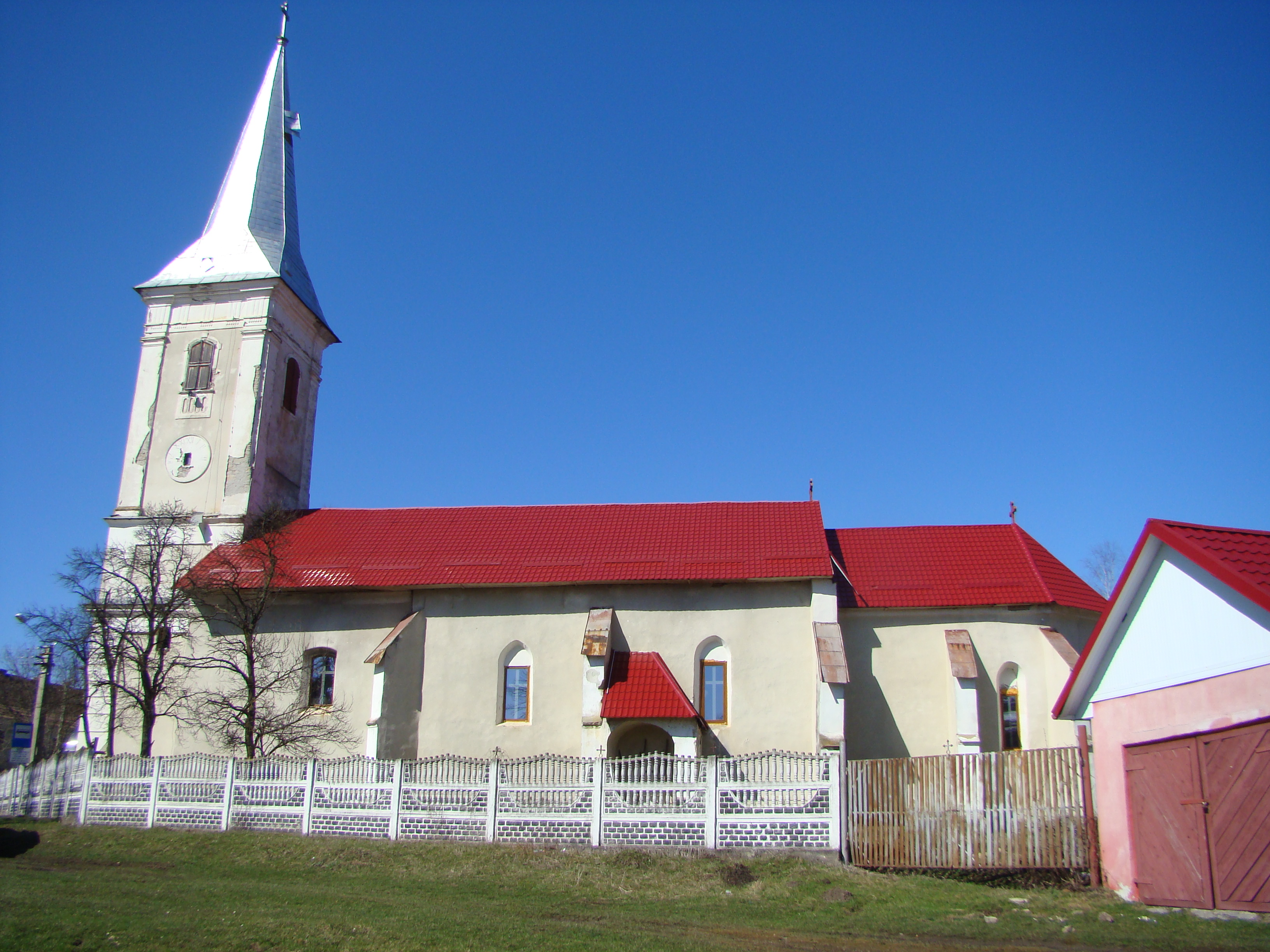
Biserica (sud)

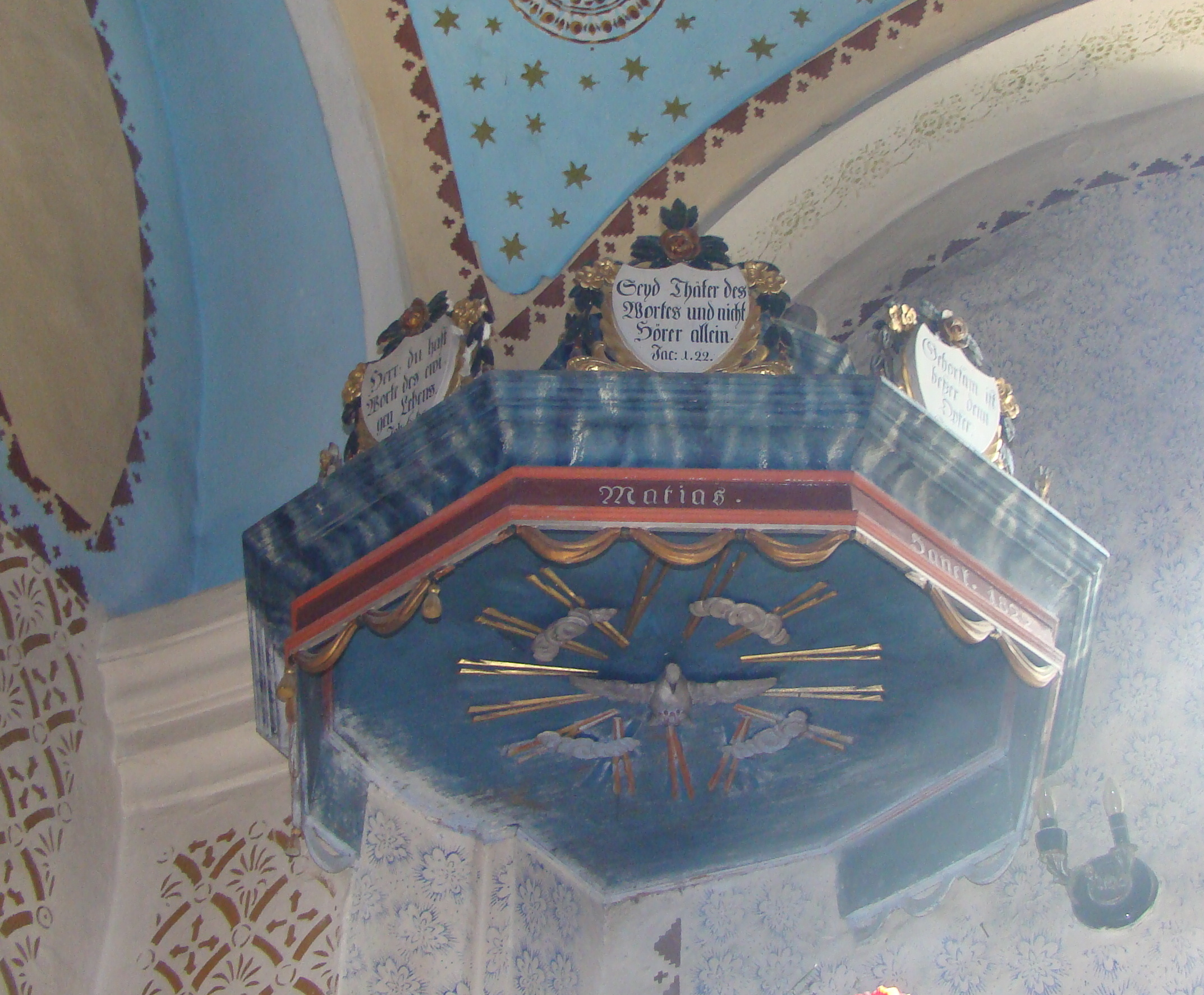
Coroana amvonului

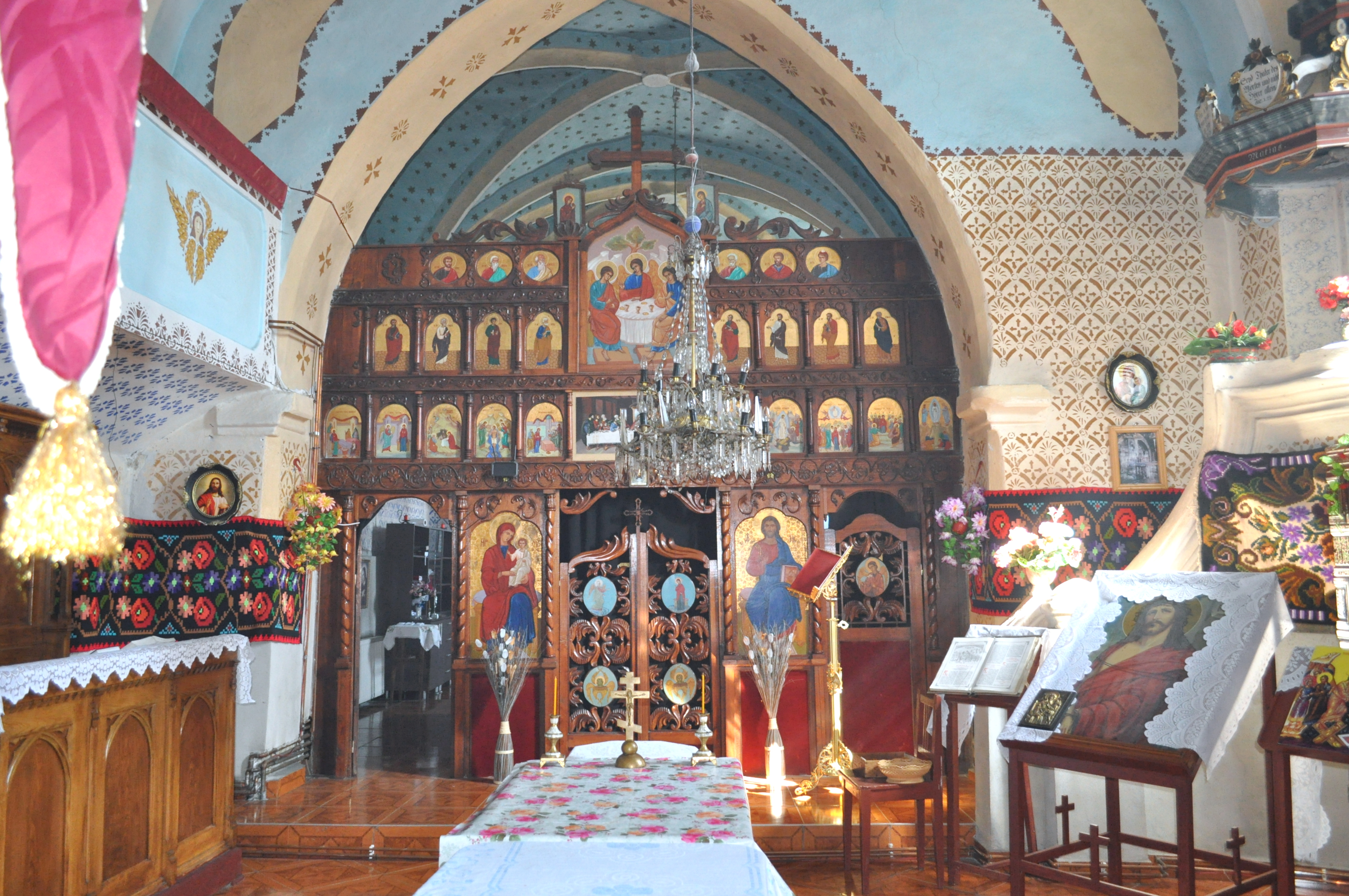
Nava spre iconostas

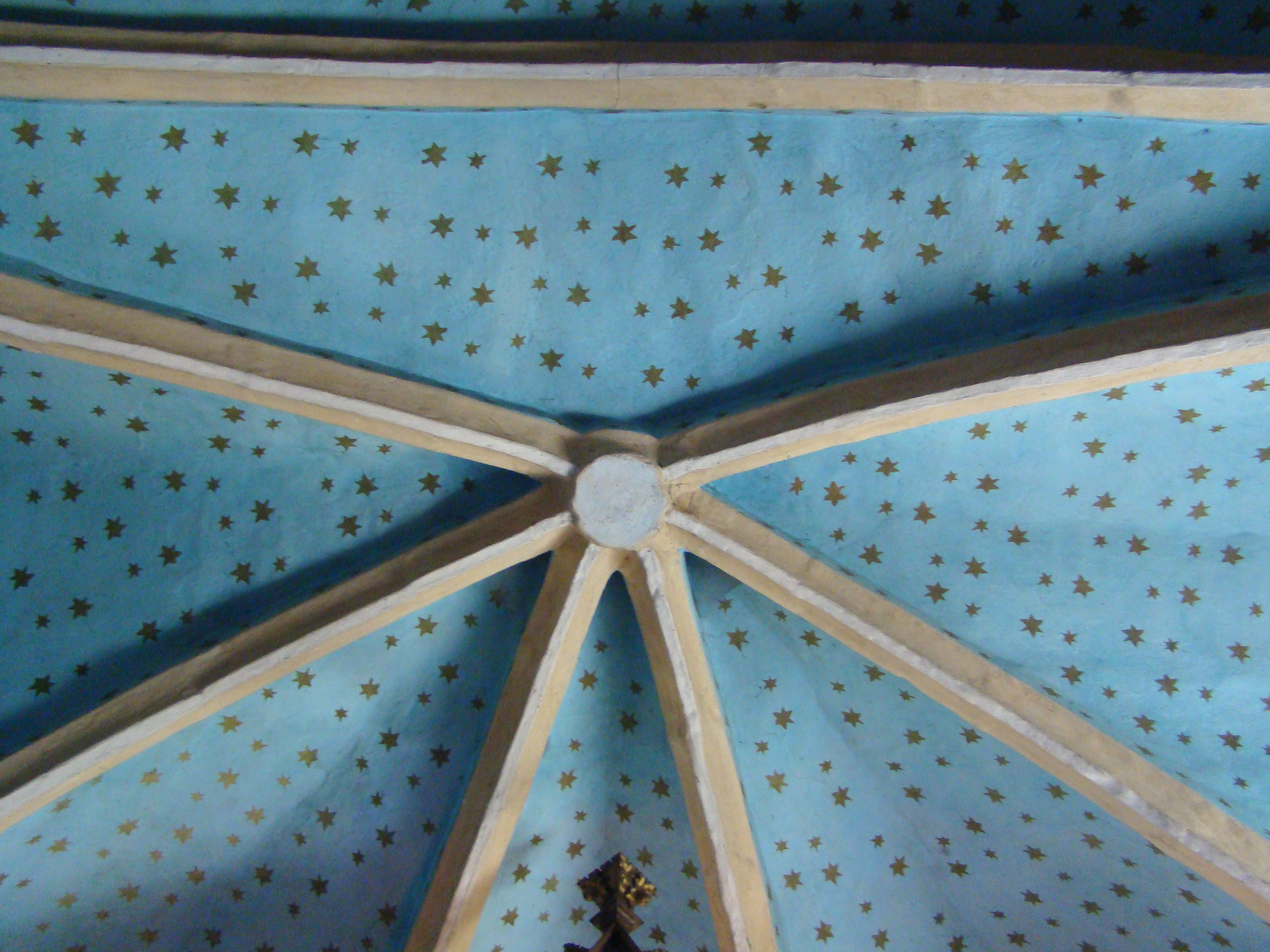
Cheie de boltă

Biserica evanghelică din Slătinița, localitate componentă a municipiului Bistrița din județul Bistrița-Năsăud, a fost ridicată în secolul XVI. Figurează pe lista monumentelor istorice 2015, cod LMI BN-II-m-B-01703.

## Localitatea
Slătinița, mai demult Pintic, Pintac (în dialectul săsesc Päntek, germană Pintak, Pintacken, maghiară Pinták, Kispéntek, Péntek, Szászpéntek în trad. Vinerea Mică, Vinerea, Vinerea Săsească) este o localitate componentă a municipiului Bistrița din județul Bistrița-Năsăud, Transilvania, România. Prima atestare documentară a localității datează din anul 1228.

## Biserica
Biserica luterană a fost construită în stil gotic în secolul al XVI-lea (1585-1590) și renovată în secolul XX (1923), renovare căreia i se datorează înfățișarea actuală. Biserica a dispus de o orgă construită în 1899 de Gebrüder Rieger, orgă transferată în anul 1985 la Oradea, iar apoi, în 1993, la Institutul Teologic Adventist din București.
După exodul sașilor transilvăneni, biserica a fost cumpărată de comunitatea ortodoxă, modificată la interior conform cerințelor cultului ortodox și a primit hramul „Sfântul Mare Mucenic Gheorghe”. 

## Imagini din exterior

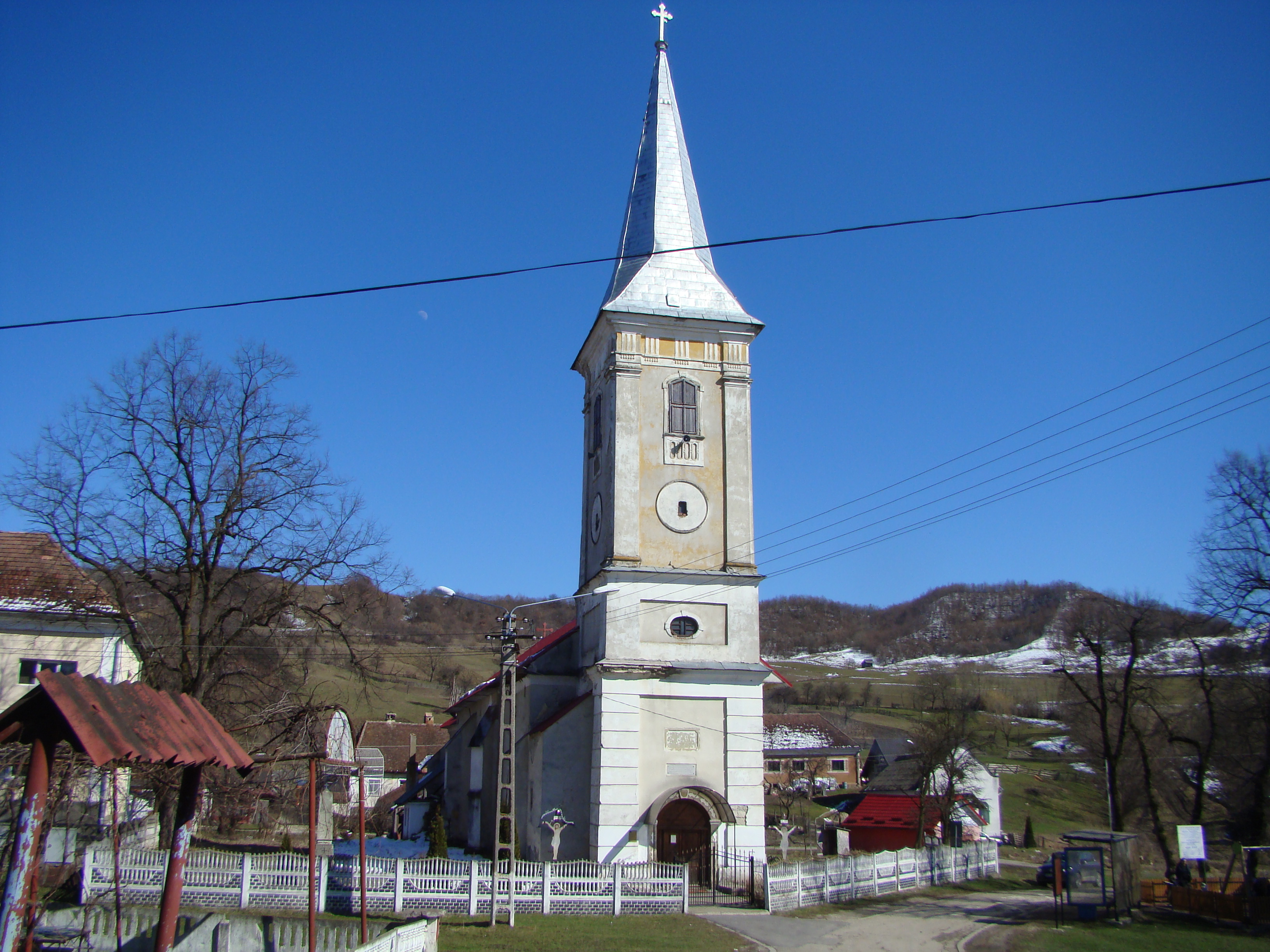
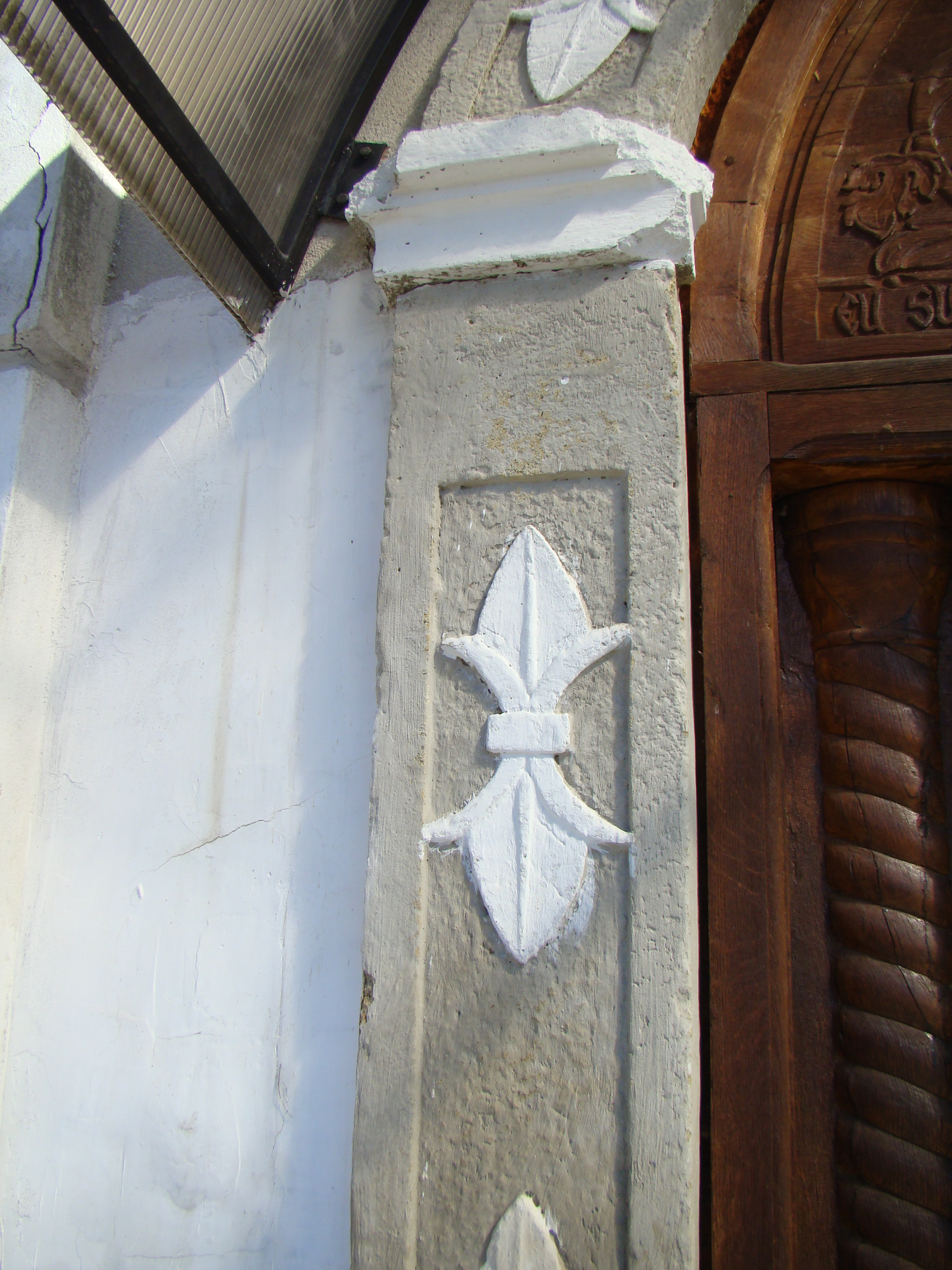
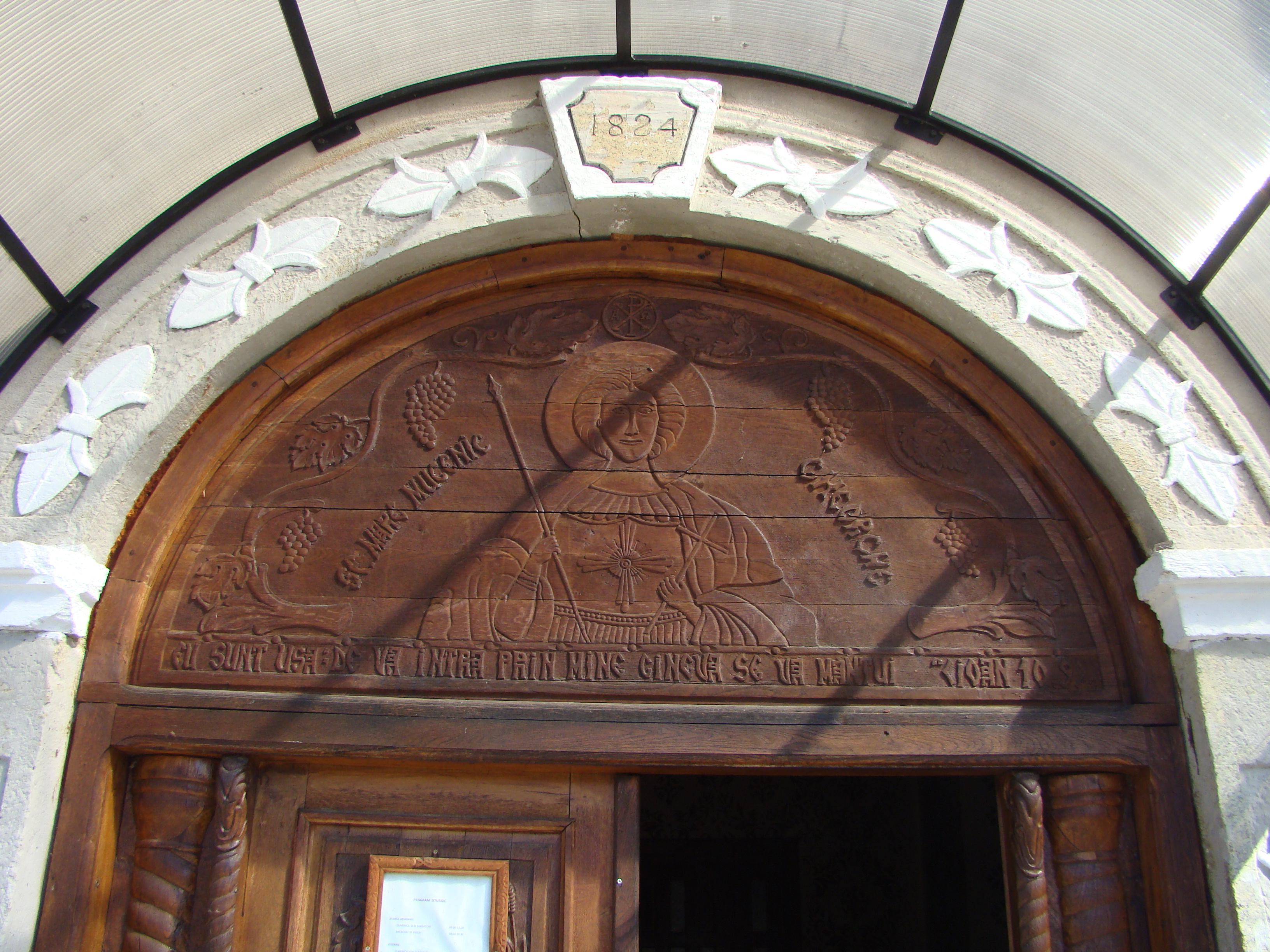
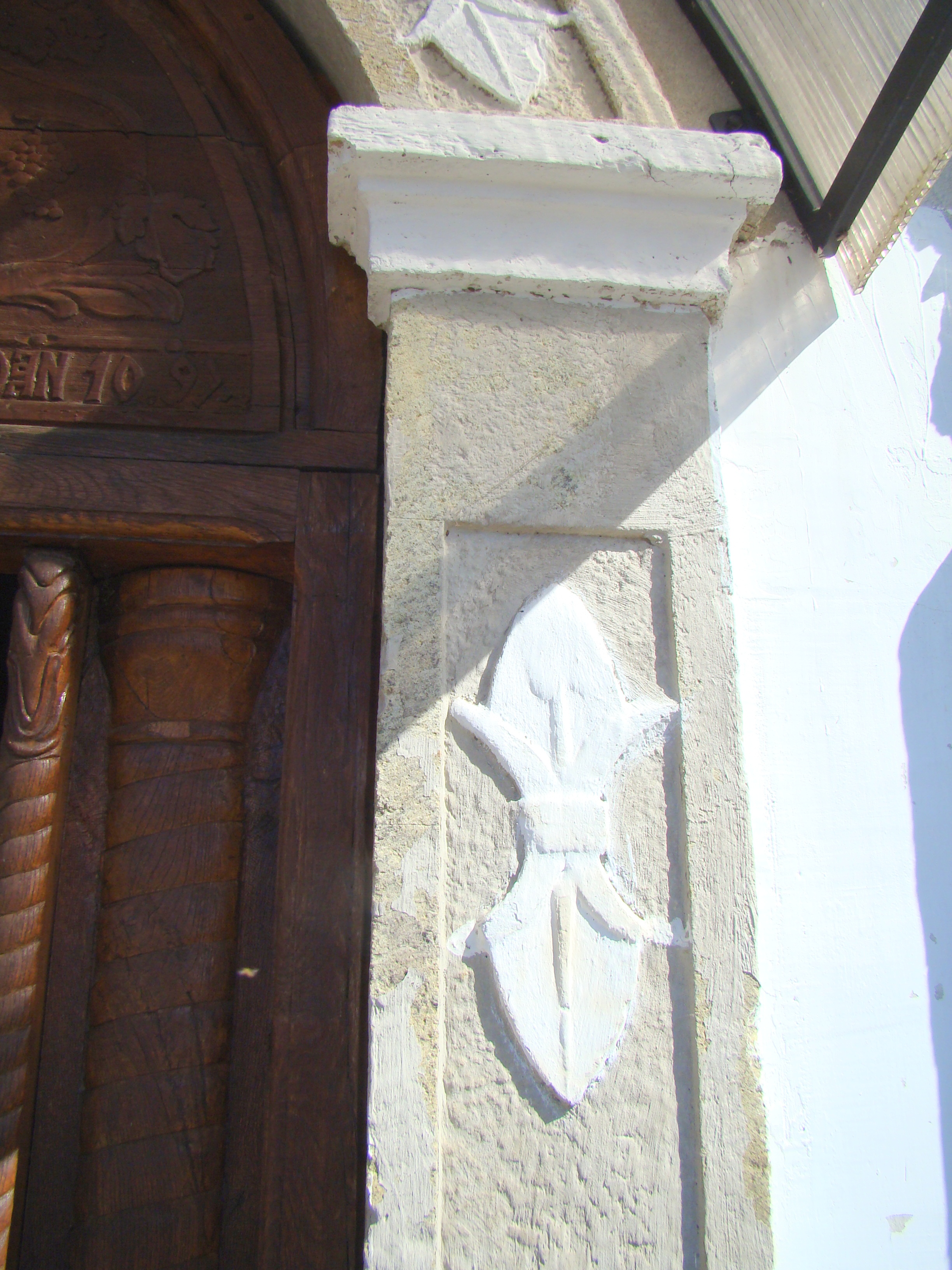
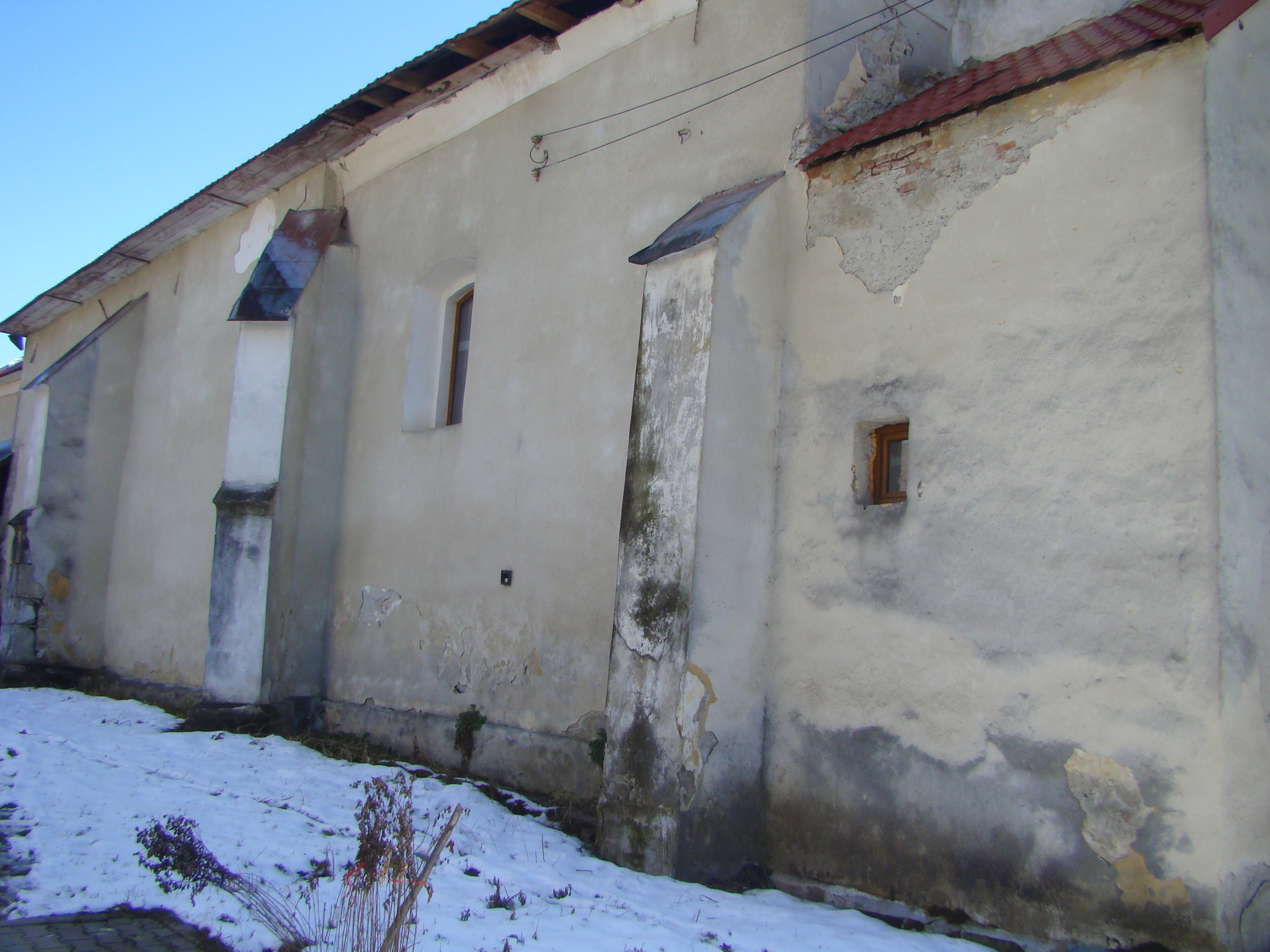
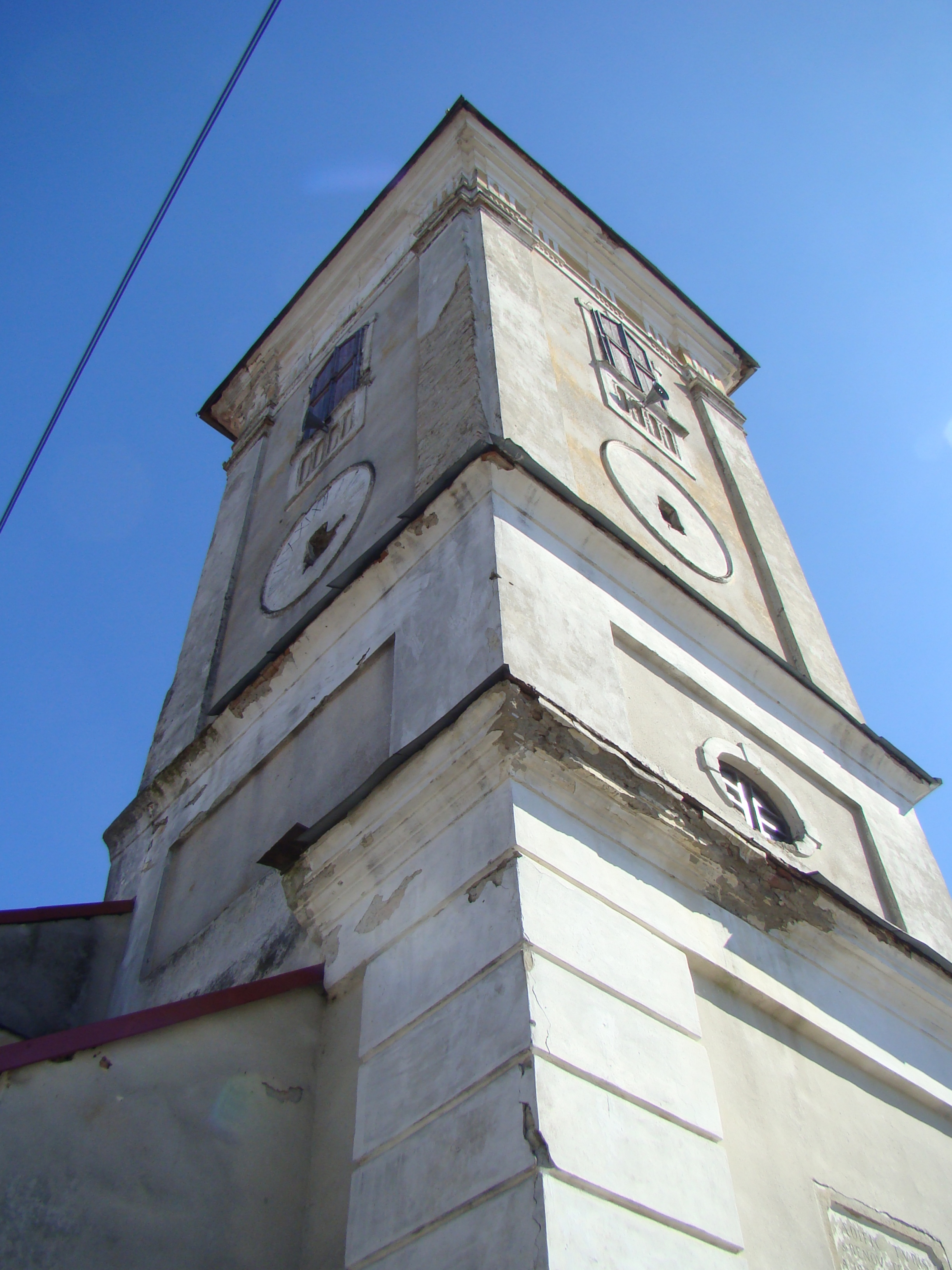
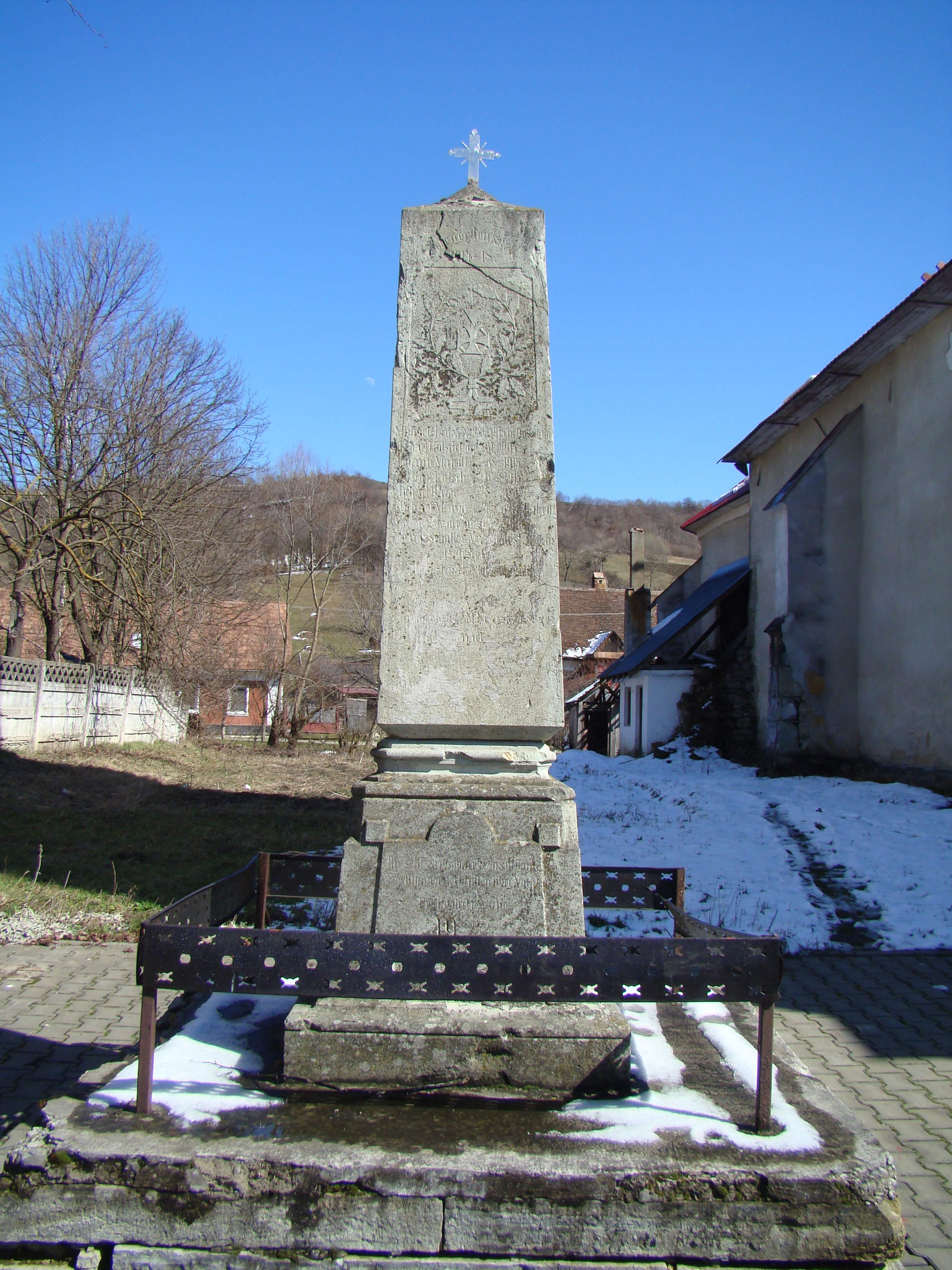
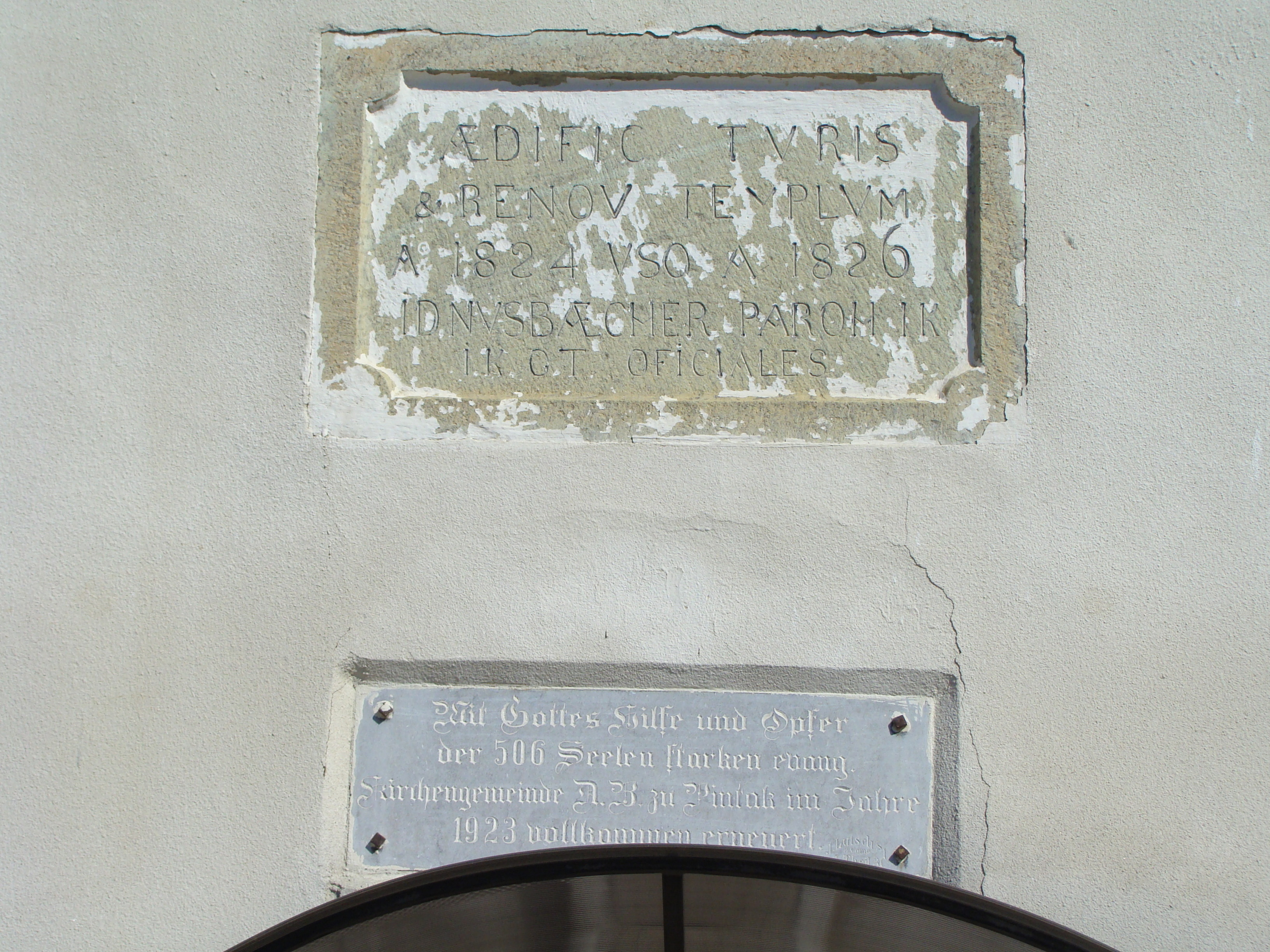
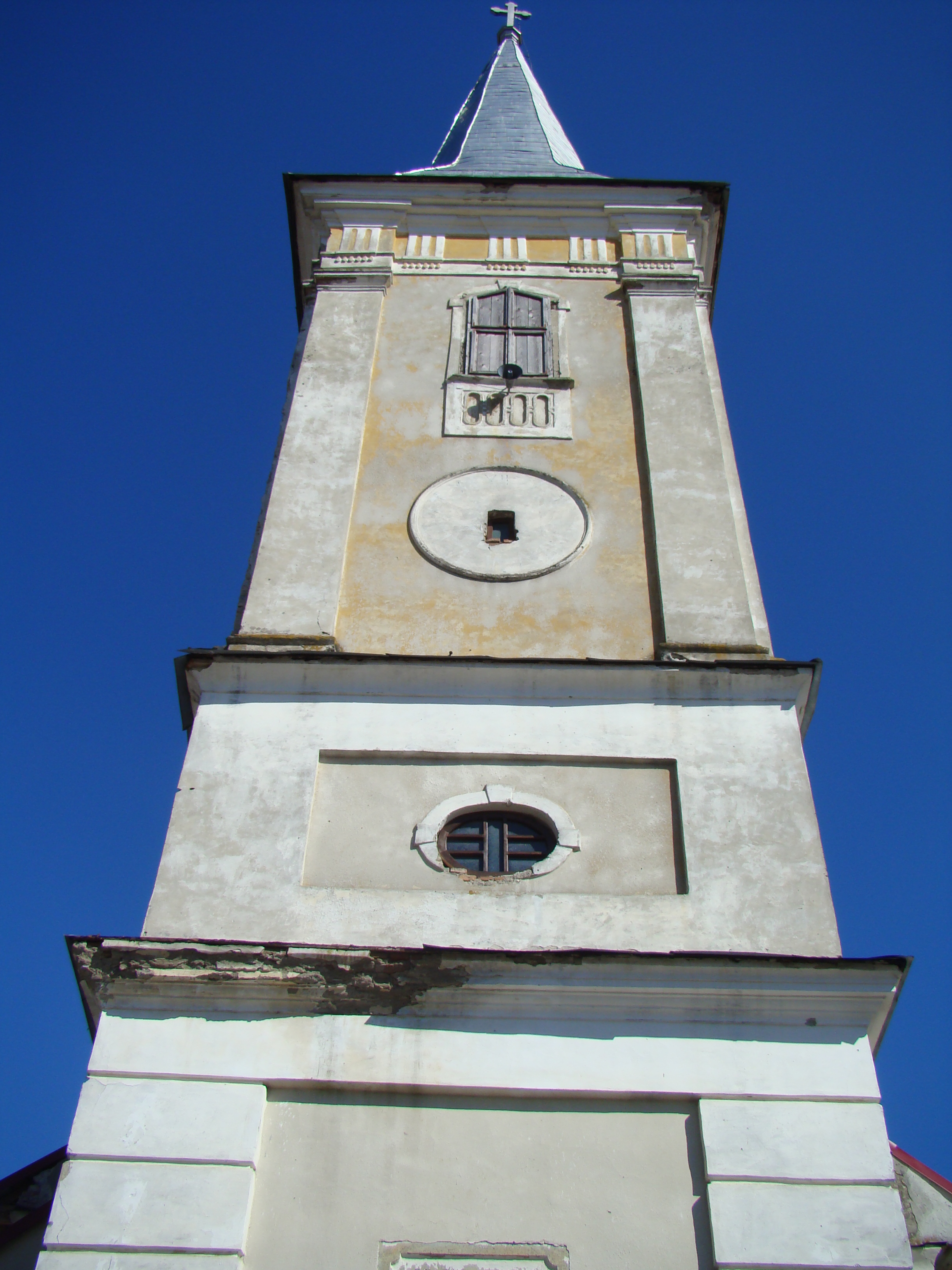
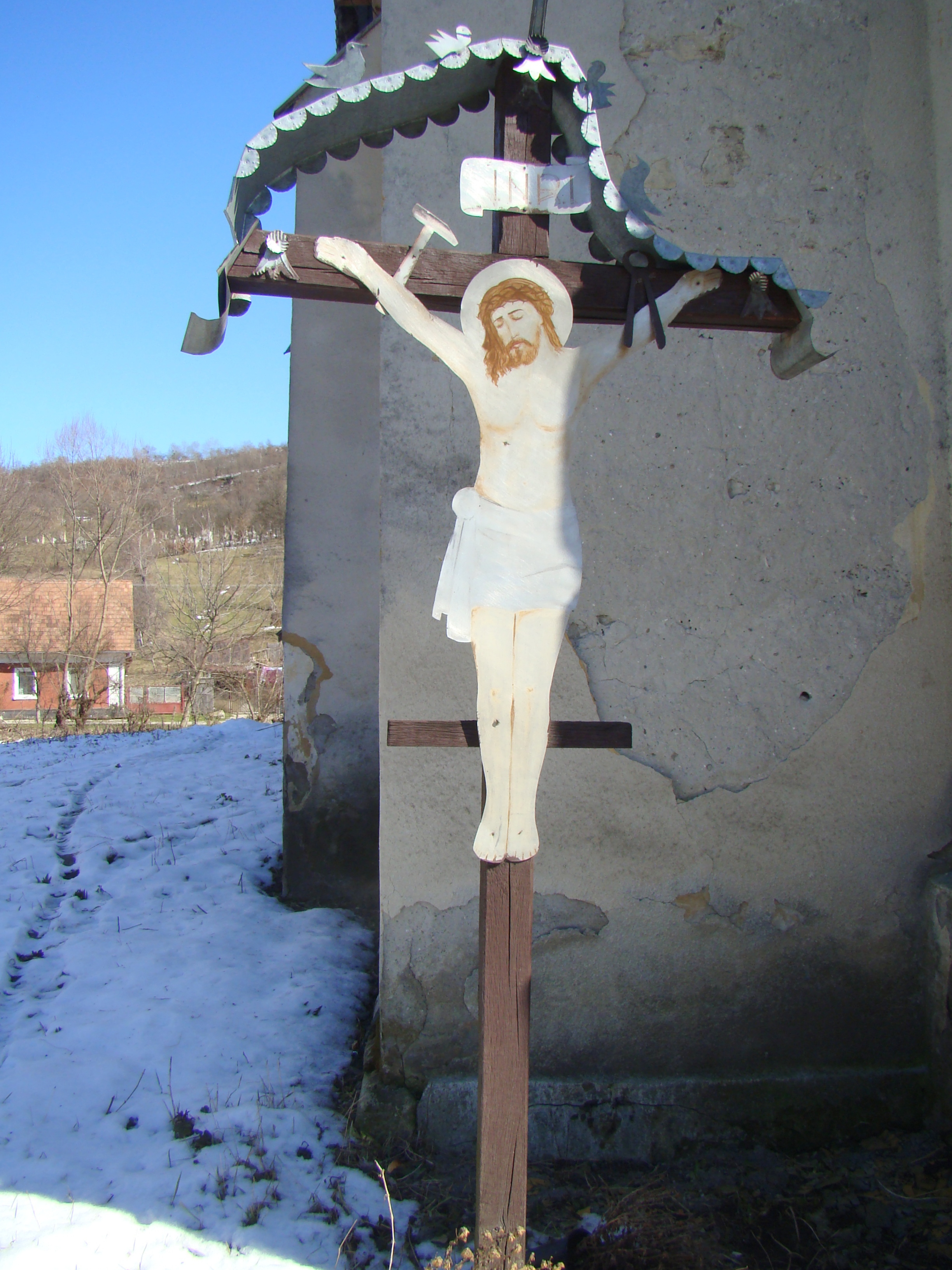
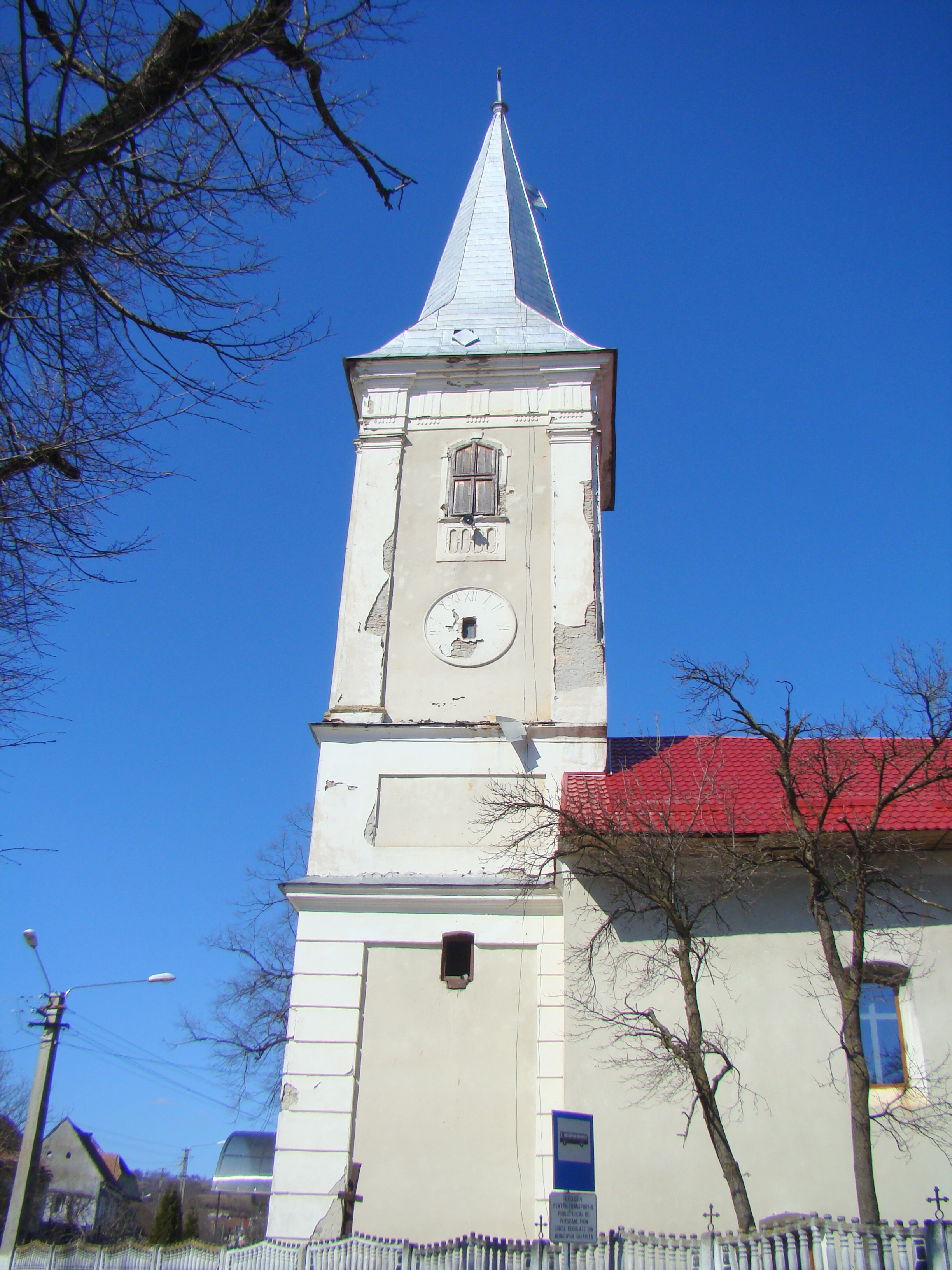
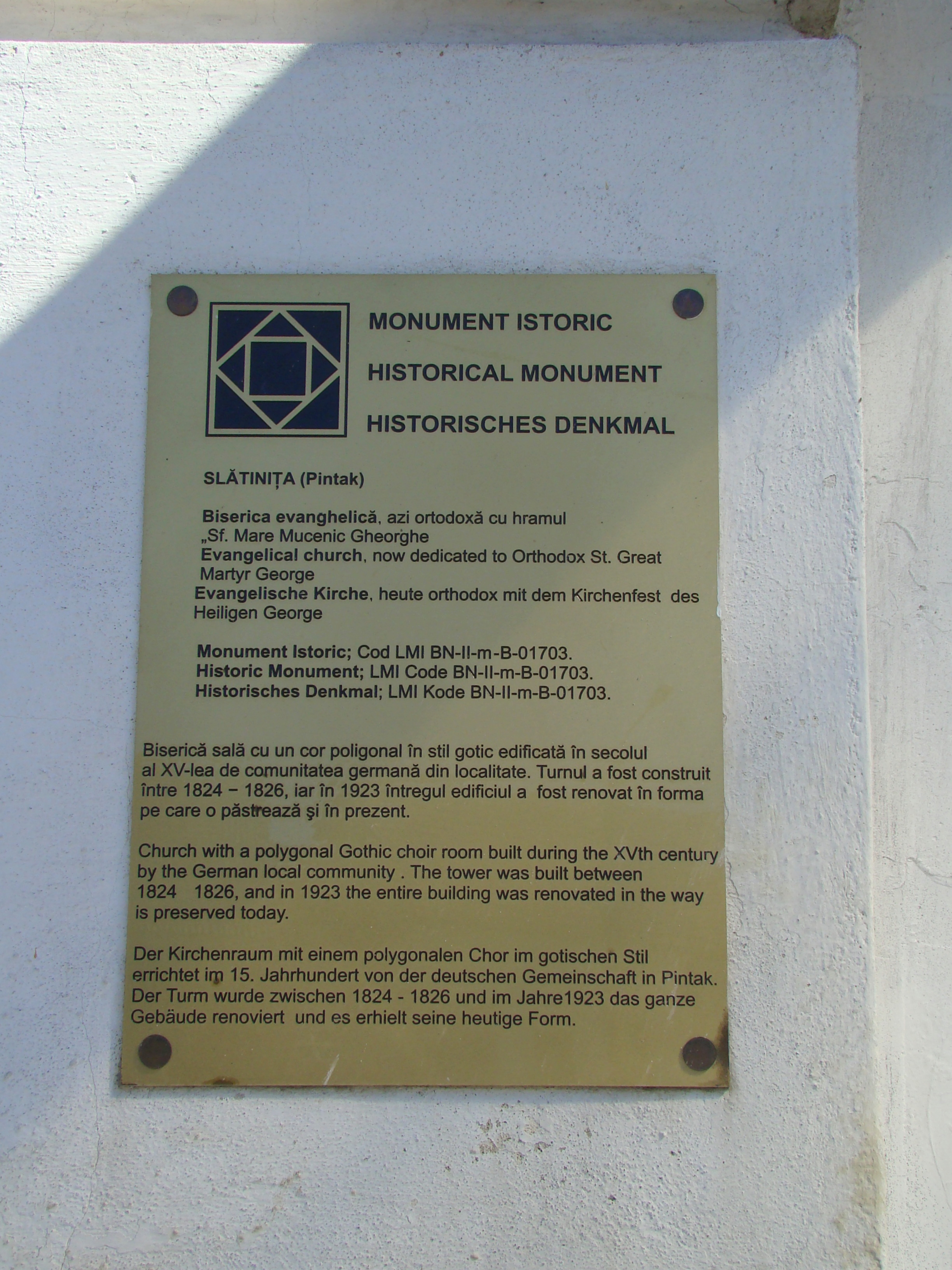

## Imagini din interior

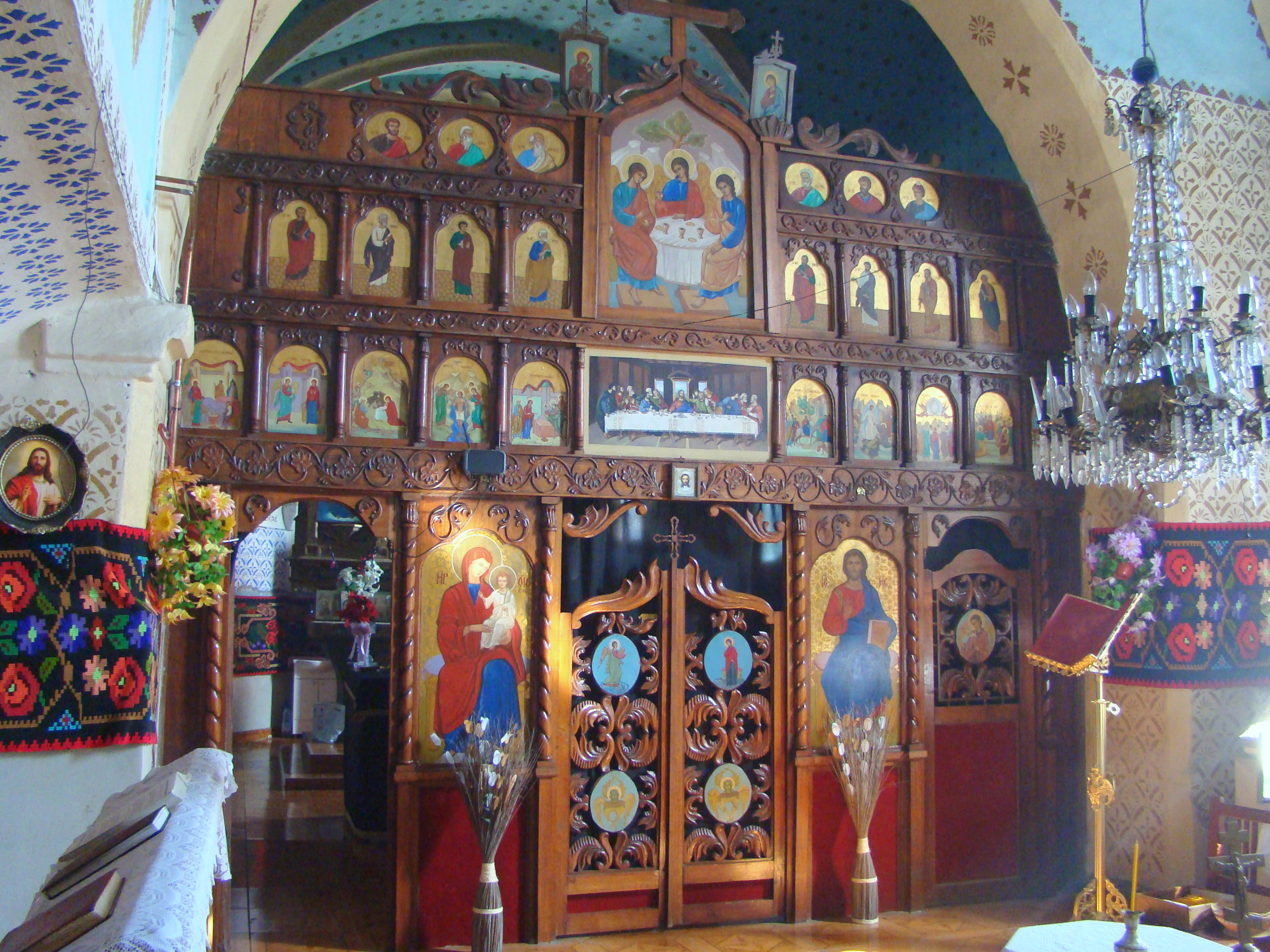
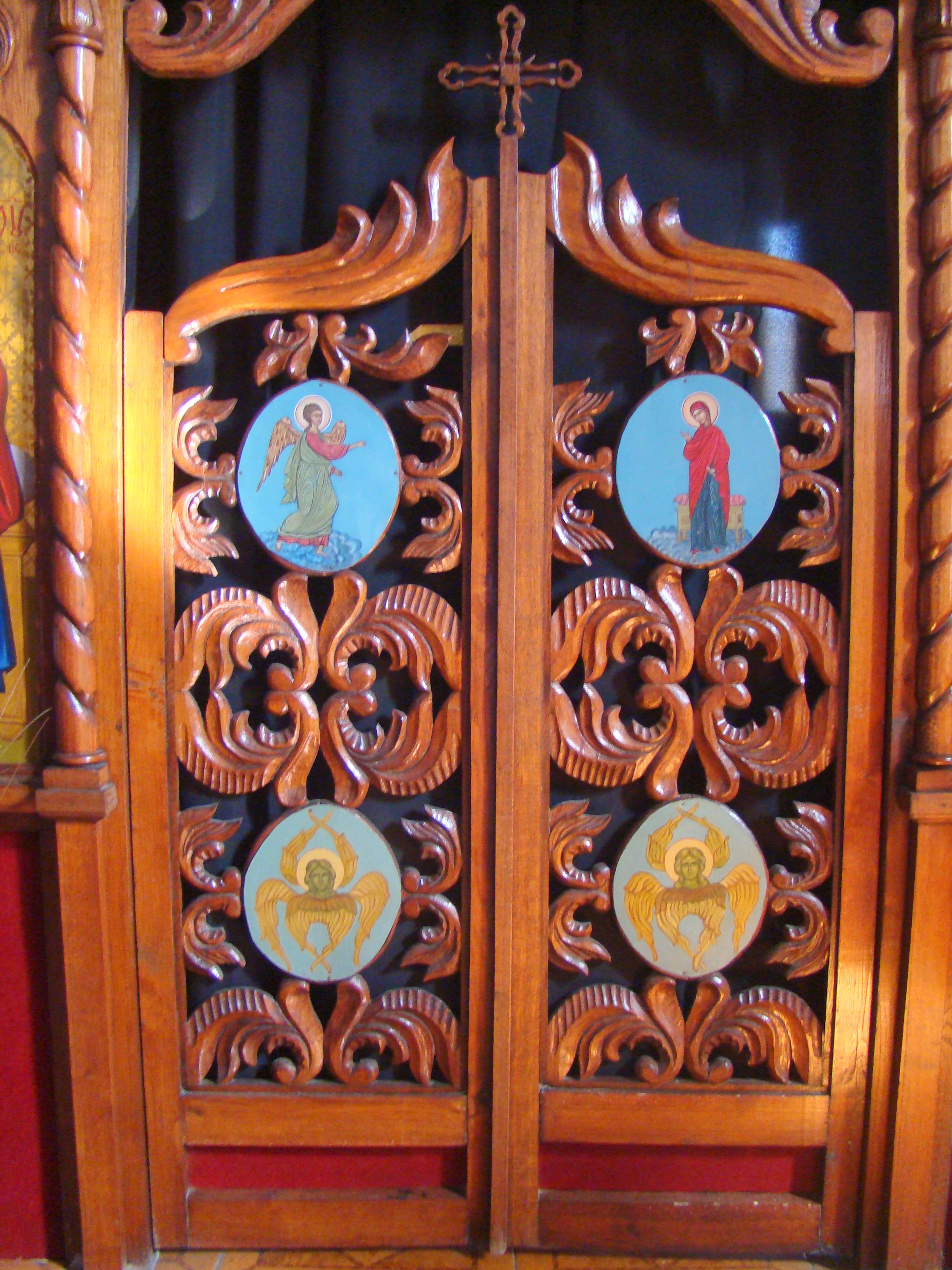
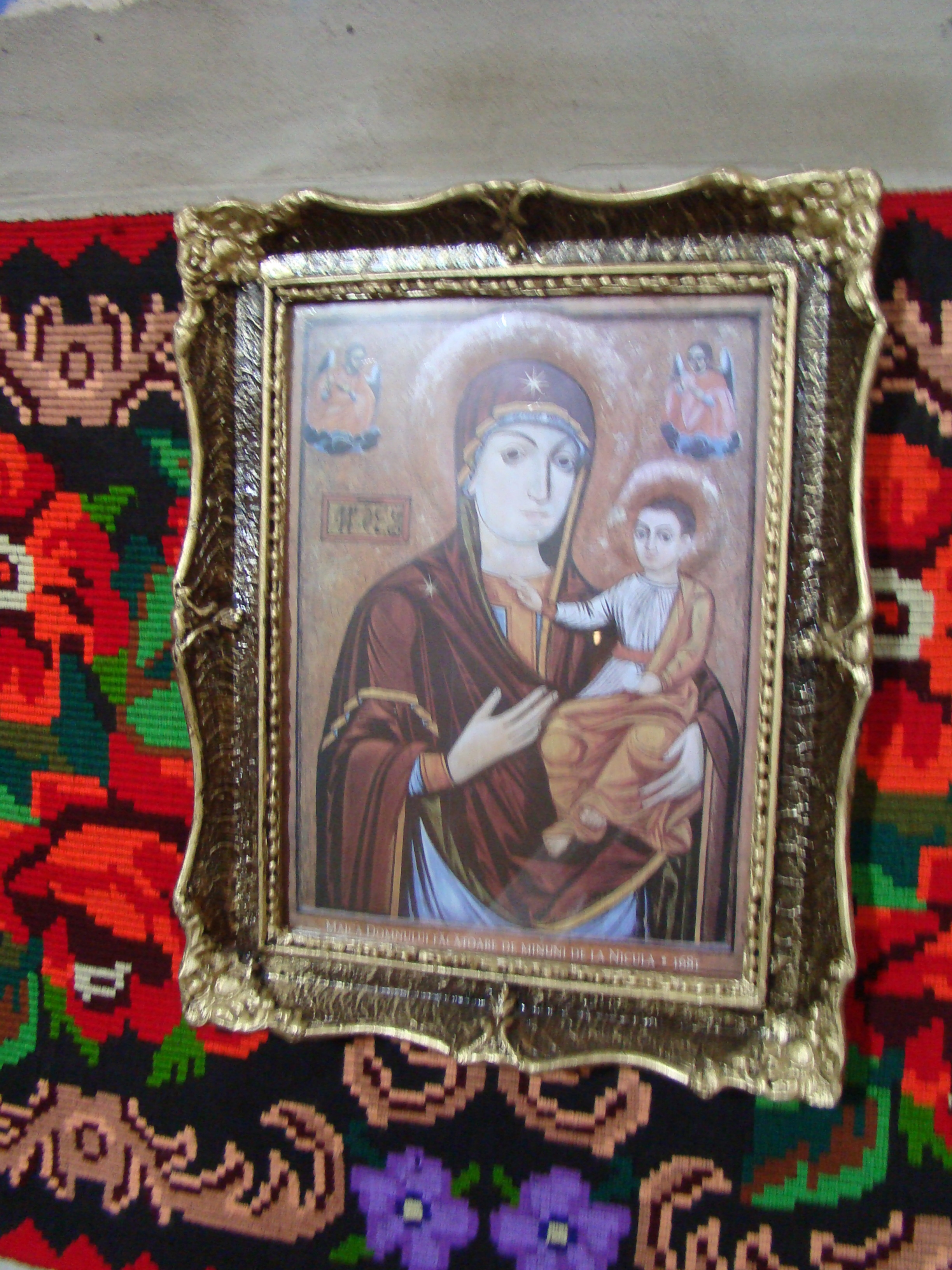
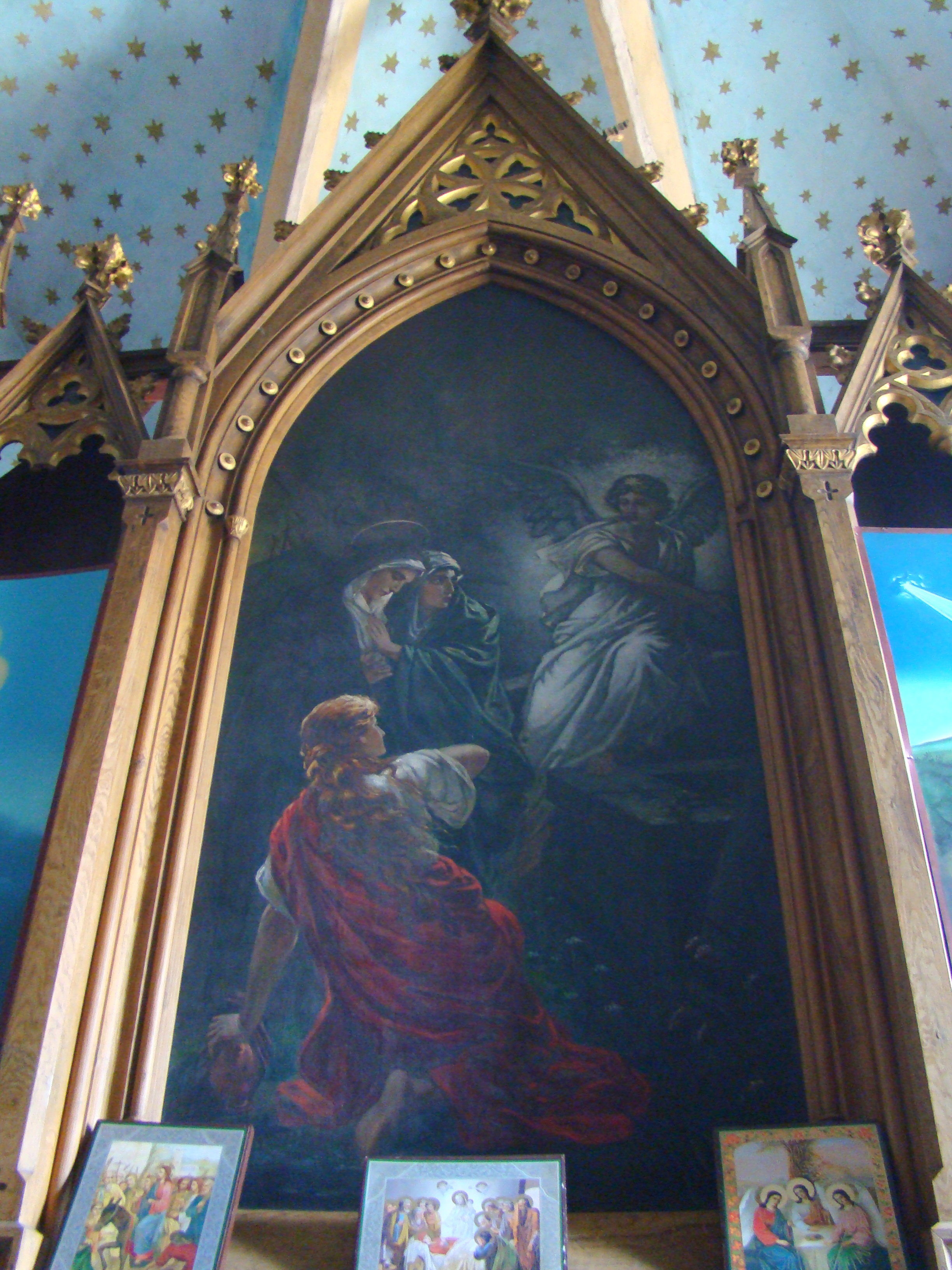
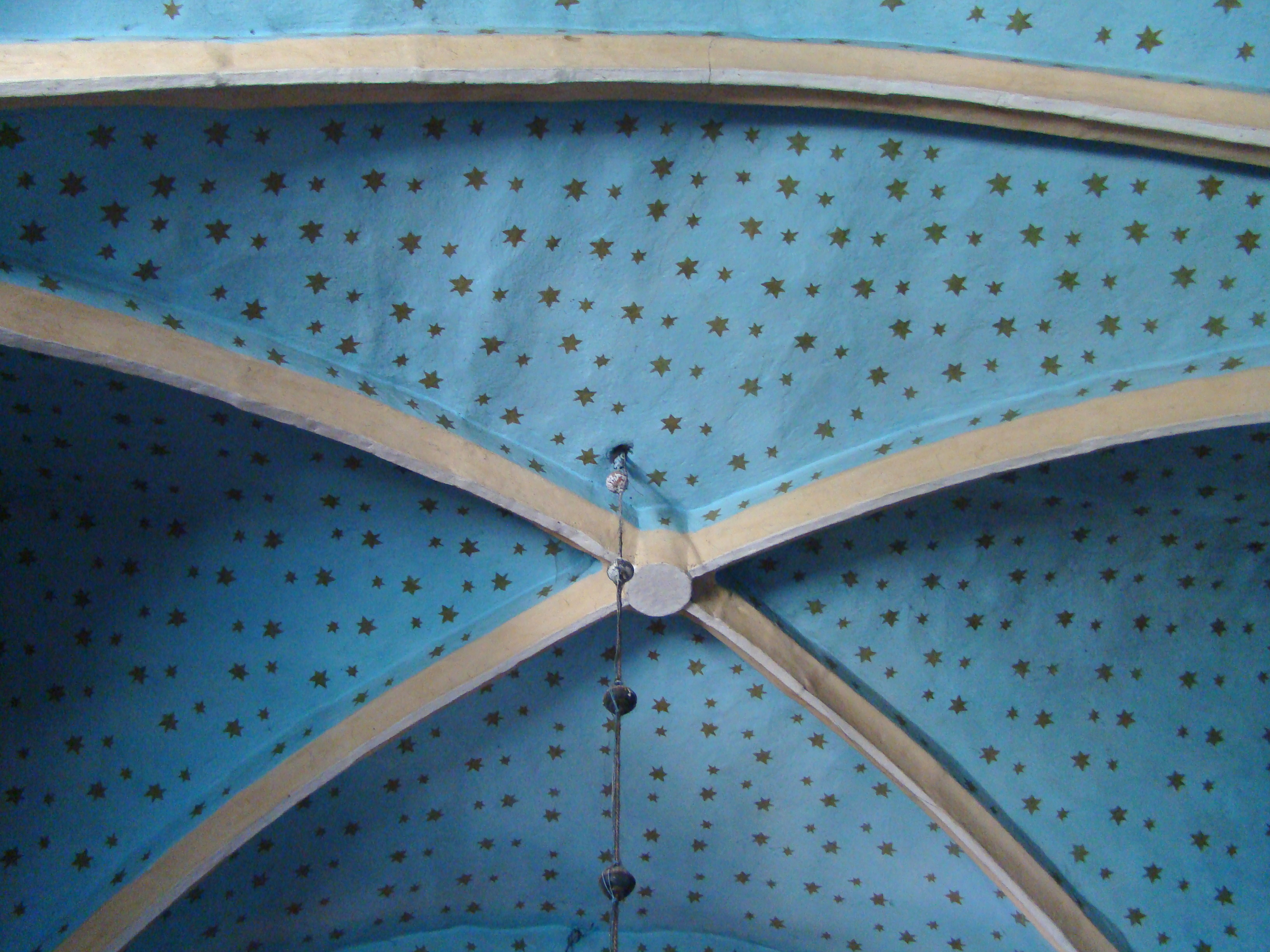
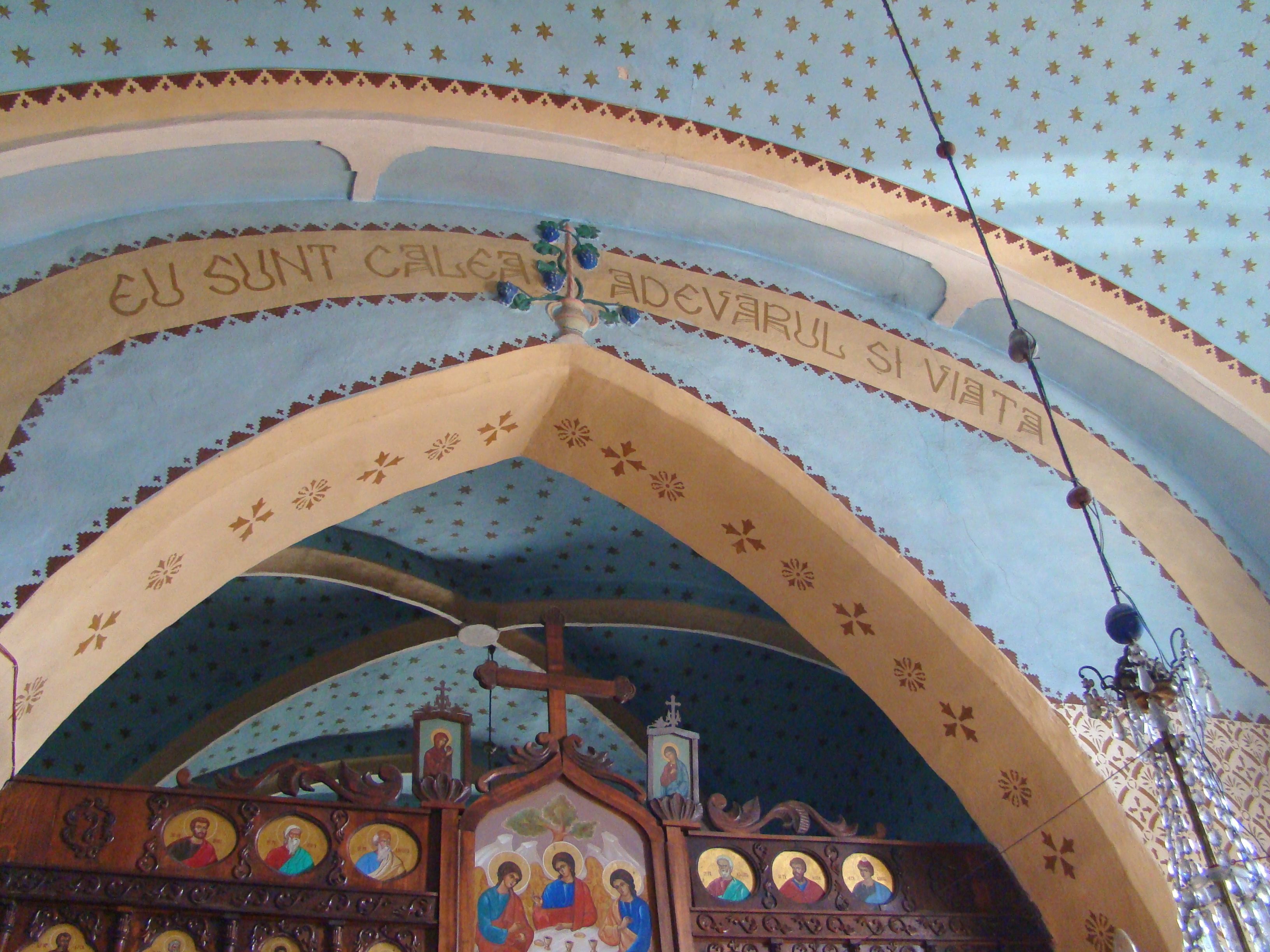
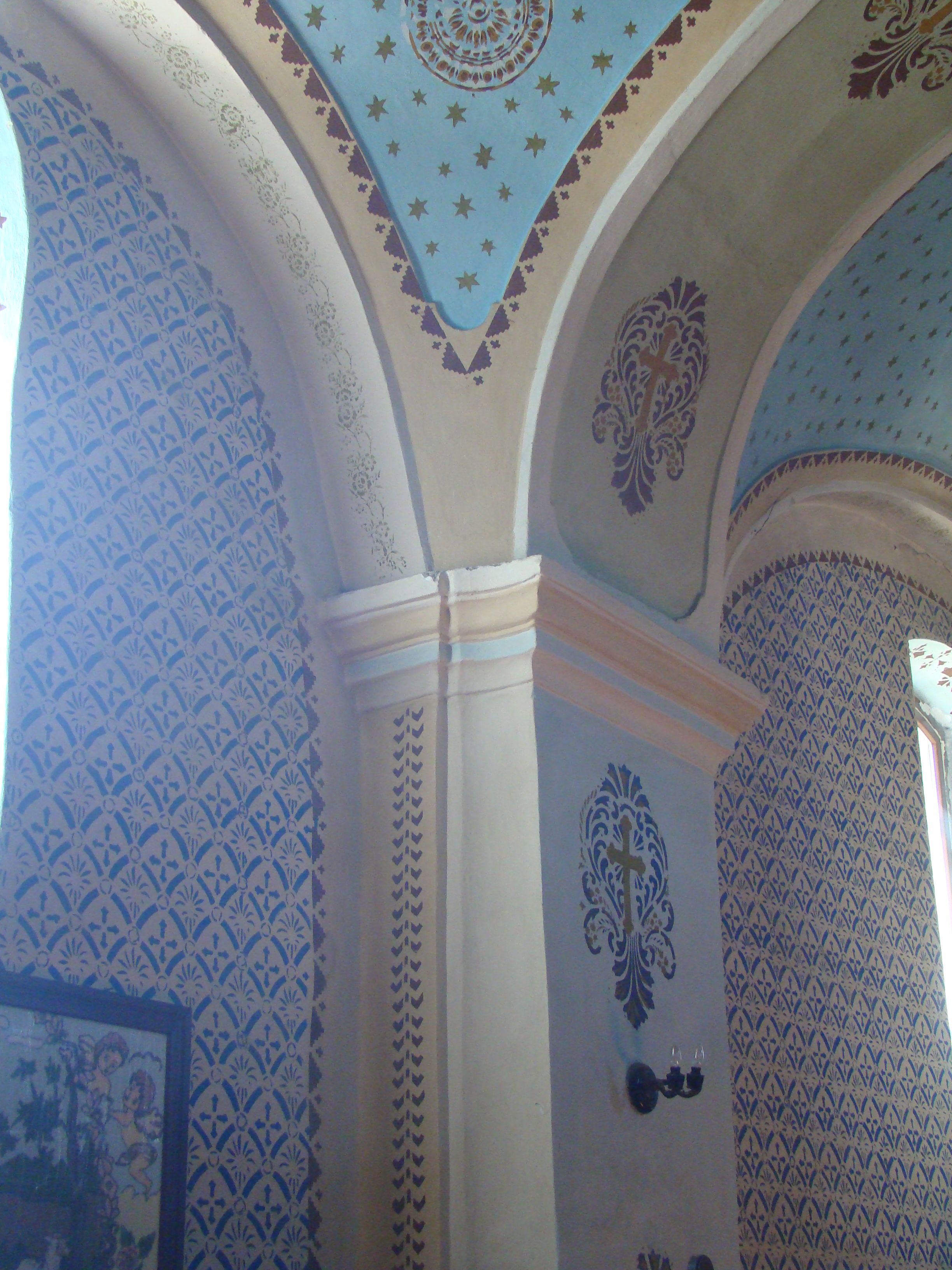
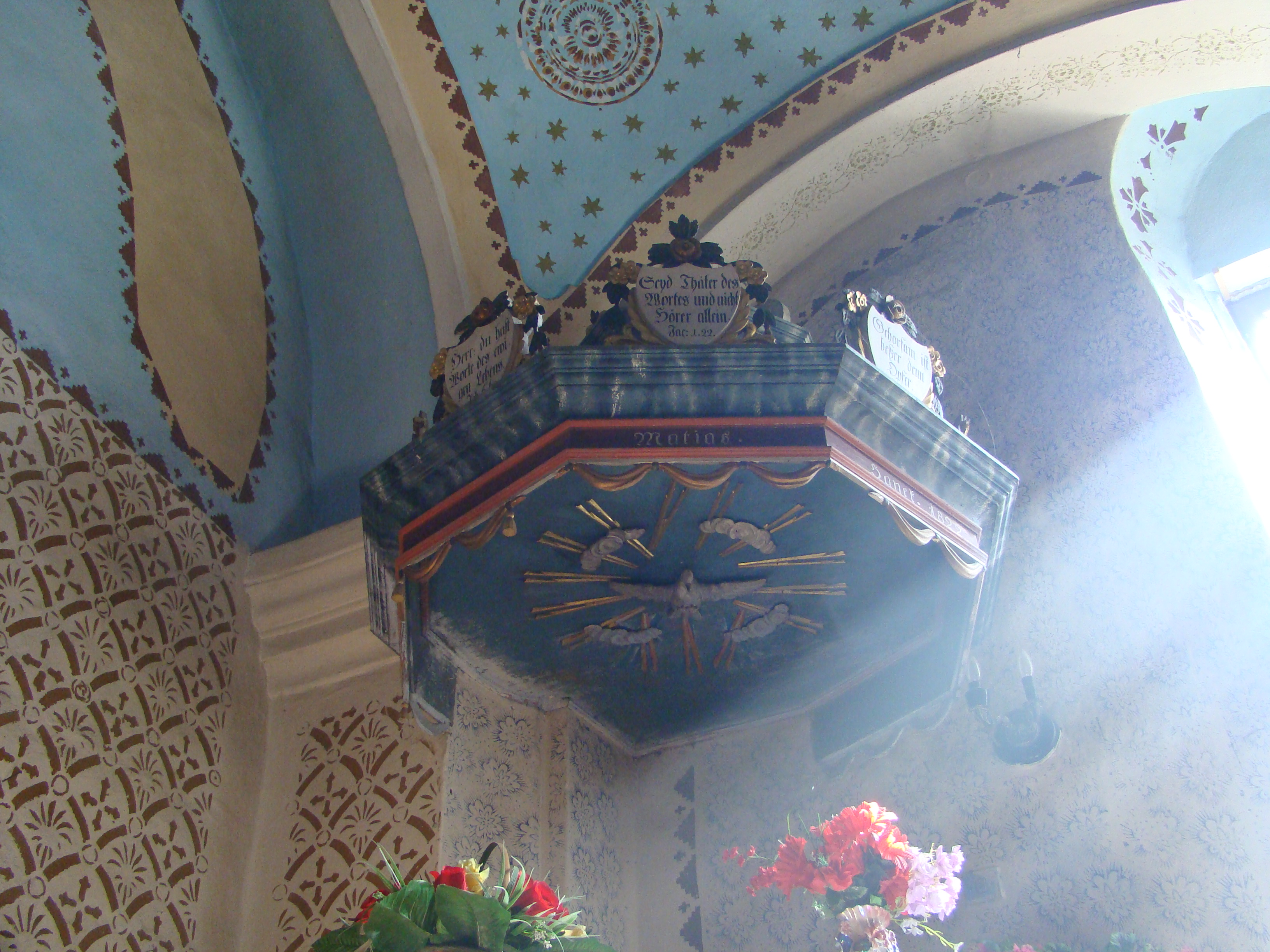
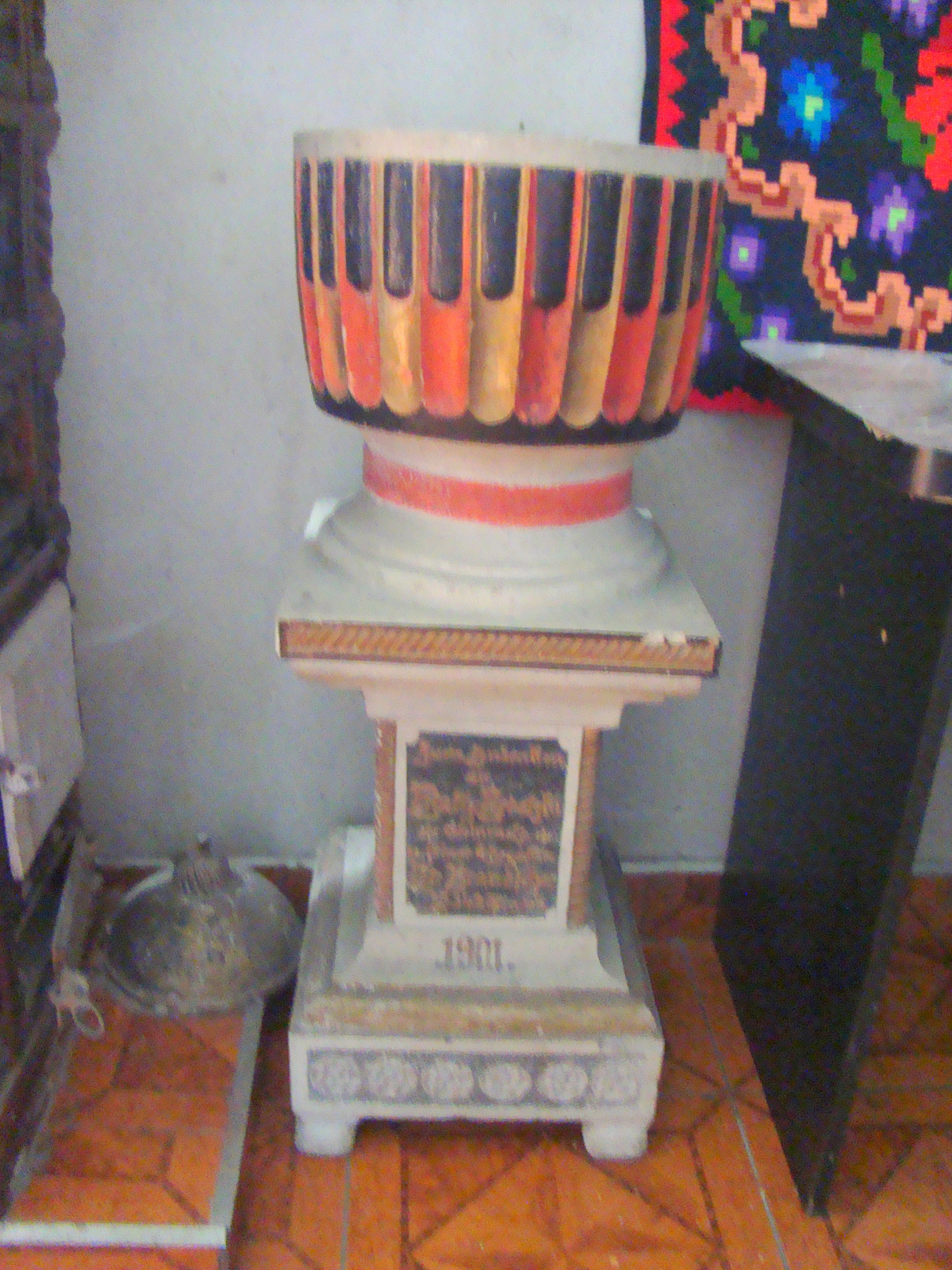
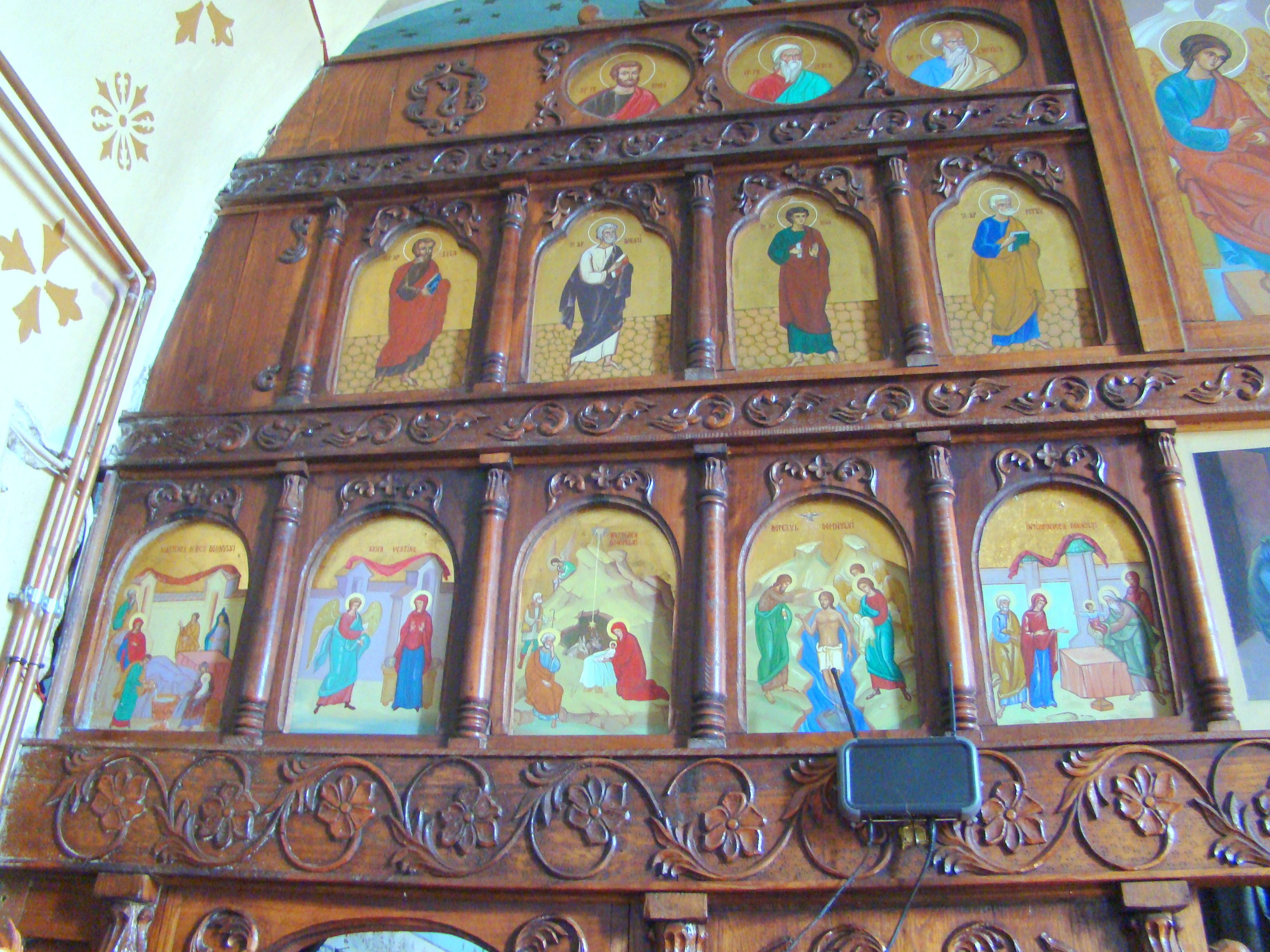
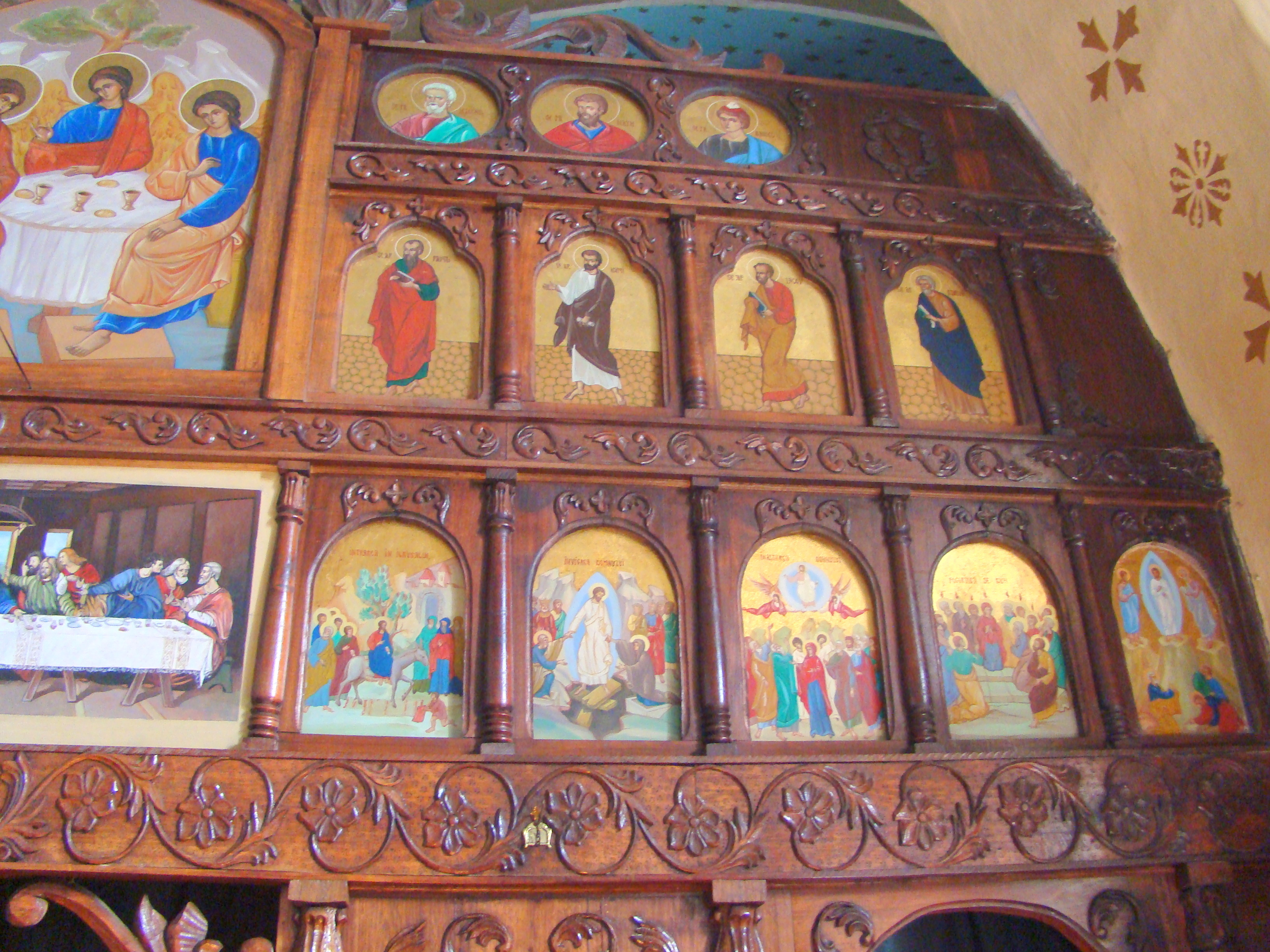
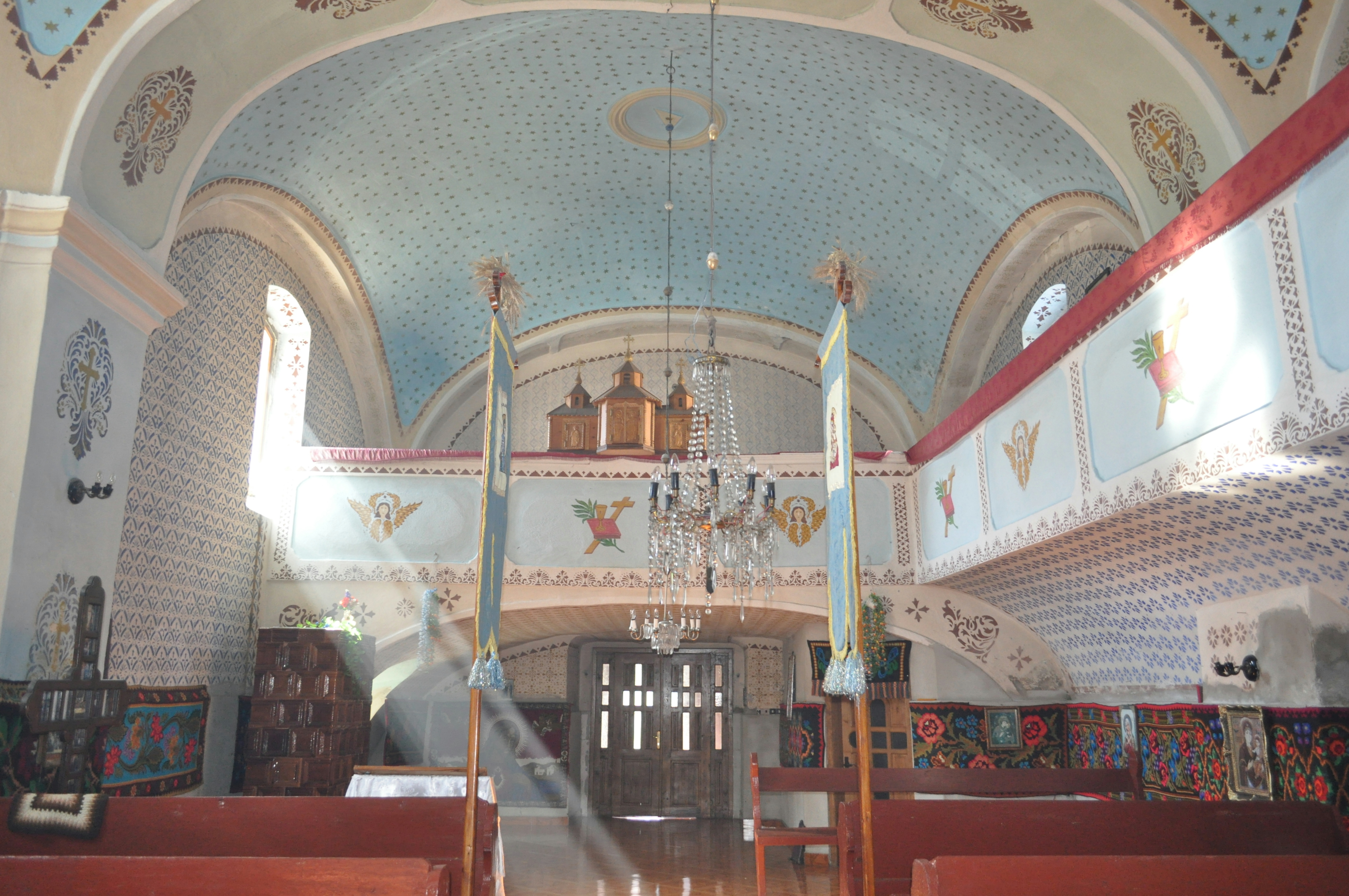